# 淡水河
淡水河（臺羅：Tām-tsuí-hô；四縣腔：Tam suiˋ hoˇ），別稱淡江、稻江，是位於臺灣北部的河流，幹流長158.70公里，為臺灣第三長之河流，僅次於濁水溪及高屏溪；流域面積2,726.00平方公里，遍布新北市、臺北市、基隆市大部，桃園市南部，新竹縣後山地區與宜蘭縣小部，亦為臺灣第三大河，被列為中央管河川，是北台灣最重要的河川。淡水河流域內人口近八百萬，超過中華民國全國三成人口，工商業發達，是臺灣政治、經濟及文化中心。
淡水河發源自位於雪霸國家公園內的品田山（標高3,529公尺）上。淡水河分別有三大支流：大漢溪、基隆河、新店溪。大漢溪與新店溪流經於新北市板橋區的江子翠匯流後即稱為淡水河，淡水河於關渡納入基隆河後，向北流向淡水油車口而注入臺灣海峽。一般所稱廣義的淡水河，是指整個淡水河水系而言；而狹義的淡水河，則是指江子翠到油車口河段。此段長度僅23.7公里，卻是台灣少數河面寬廣、流速穩定與可進行水運的河流。
早期淡水河肩負台北盆地的水運重任，近代以降的淡水河則兼具供給臺北都會區民生用水、農業灌溉、都市排水及防洪等功能，中下游則成為排水集汙之河道。淡水河流域近三百年的開發歷史，包括人口成長、經濟發展與社會變遷趨勢，均與淡水河有密不可分的關係。

## 歷史

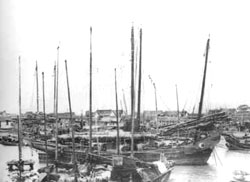
19世紀末期淡水英國領事館遠眺淡水港

淡水河流域周圍的原住民凱達格蘭族，早在漢人未移住臺灣之前，即已開始利用「艋舺」（獨木舟之類的小船）往來於河流之上。1683年（康熙二十二年）大清帝國统治台灣，台北盆地長期屬於諸羅縣管轄，未派駐官府管理，1708年始由漳、泉移民墾殖大加蚋堡、松山、八芝蘭等地區。18世紀淡水河及其支流的舟楫之利、民生灌溉與漁獲，使得許多沿岸聚落因此得以發展，如當時北台灣首埠滬尾與沿岸的艋舺、大稻埕、八里坌、三腳渡、中港街與內陸的枋橋、大姑陷等城鎮的興起。清領初期，整個臺北盆地對外連繫，都是倚賴淡水河及其支流所形成的水運系統，船隻可上溯直達新莊的頭前埔。1767年以後，因為淡水河上游帶來大量的泥沙淤積河床，大漢溪河床漸高，新莊水岸淤積，船隻航行不便，開發及貿易重心逐漸移到艋舺與大稻埕。1857年英法聯軍攻擊下，清廷被迫開放淡水、基隆等五口通商。1882年（光緒八年）建立台北府城。當時除了臺灣巡撫衙門、台灣布政使司衙門、文武廟、巡檢司等官府建築之外，台北城內仍大多為稻田，尚未開發。城外僅有艋舺（台北西門至淡水河右岸）較多人為活動。後來，艋舺也因為淡水河沙淤積日益嚴重而無法泊船，市況漸衰而沒落，台北物資集散地的通商機會讓給了大稻埕，形成所謂的「沉艋舺、浮大稻埕」。
日本依照馬關條約於1895年接收台灣，開始了臺灣日治時期，根據1906年日治初期繪製的臺灣堡圖，當時淡水河流域農耕普遍，除台北城與艋舺、大稻埕大口岸商業繁盛外，還有滬尾街、士林街、錫口街、水返腳街、暖暖街、大龍峒街、枋橋街、大嵙崁街與新庄（海山口）、三角湧、鶯歌石、樹林、景尾、木柵、深坑、新店仔、港仔嘴、瑞芳等水岸聚落點，交易農村的生產、生活必需品，至於聚落點之外的河濱土地仍大多為農耕使用。1912年，台灣總督府成立「河川調查委員會」，對包括淡水河在內的九大河川進行調查，開啟淡水河的治水工程。
19世紀末期，淡水河航道逐漸淤塞，水利運輸逐漸被鐵路橋樑取代，渡口因此沒落；直到戰後初期的淡水河已幾無航運功能。1949年國民黨政府遷台，人口驟增，新店溪、大漢溪中下游發展出永和、板橋等密集的住宅區，農業灌溉水圳逐漸淤積加蓋與陸地化，新店、板橋、新莊、三重等市鎮逐漸發展為民生工業區。60年代開始，隨城市發展，大量廢水往河裡排泄，淡水河開始遭受汙染，最嚴重時更有「黑龍江」之惡名。
1980年代末期，淡水河開始進行大規模的整治工程。現今，河水品質雖未全面恢復，但已持續改善中。流經都會區的淡水河沿岸設均有大型的河濱公園與自然保留區。藍色公路水上巴士的開闢，使河面上再度點綴著航行的舟船。讓淡水河成為更加完善的環境教育、生態基地是未來永續發展的方向。

## 流域地理

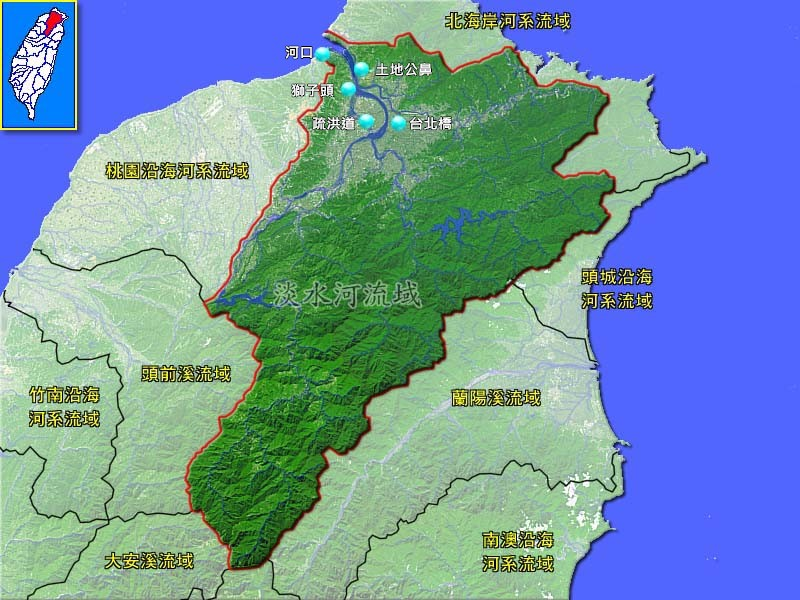
淡水河水系流域圖

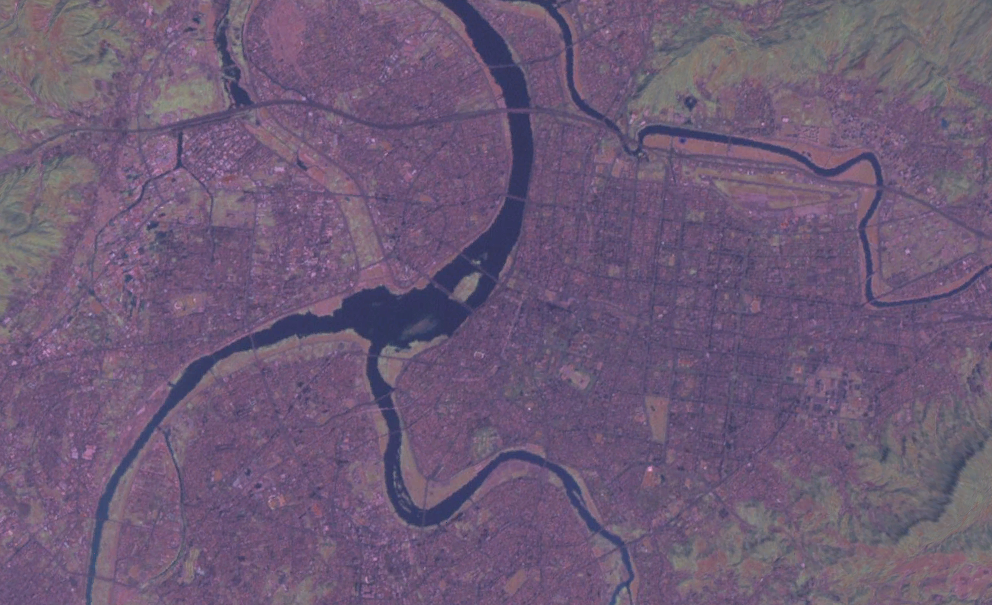
臺北盆地衛星圖像：右上方河流為基隆河，圖片下方之河流各為大漢溪（左）及新店溪（右），兩條河川匯流一帶區域即為新北市政府所在地板橋區；中間匯流之河川為淡水河，左側為三重區及蘆洲區 ，右側為臺北市區；臺北市區正下方為雙和地區（中和區及永和區）以及新店區，圖片中大漢溪沿岸左側地區為新莊區與樹林區

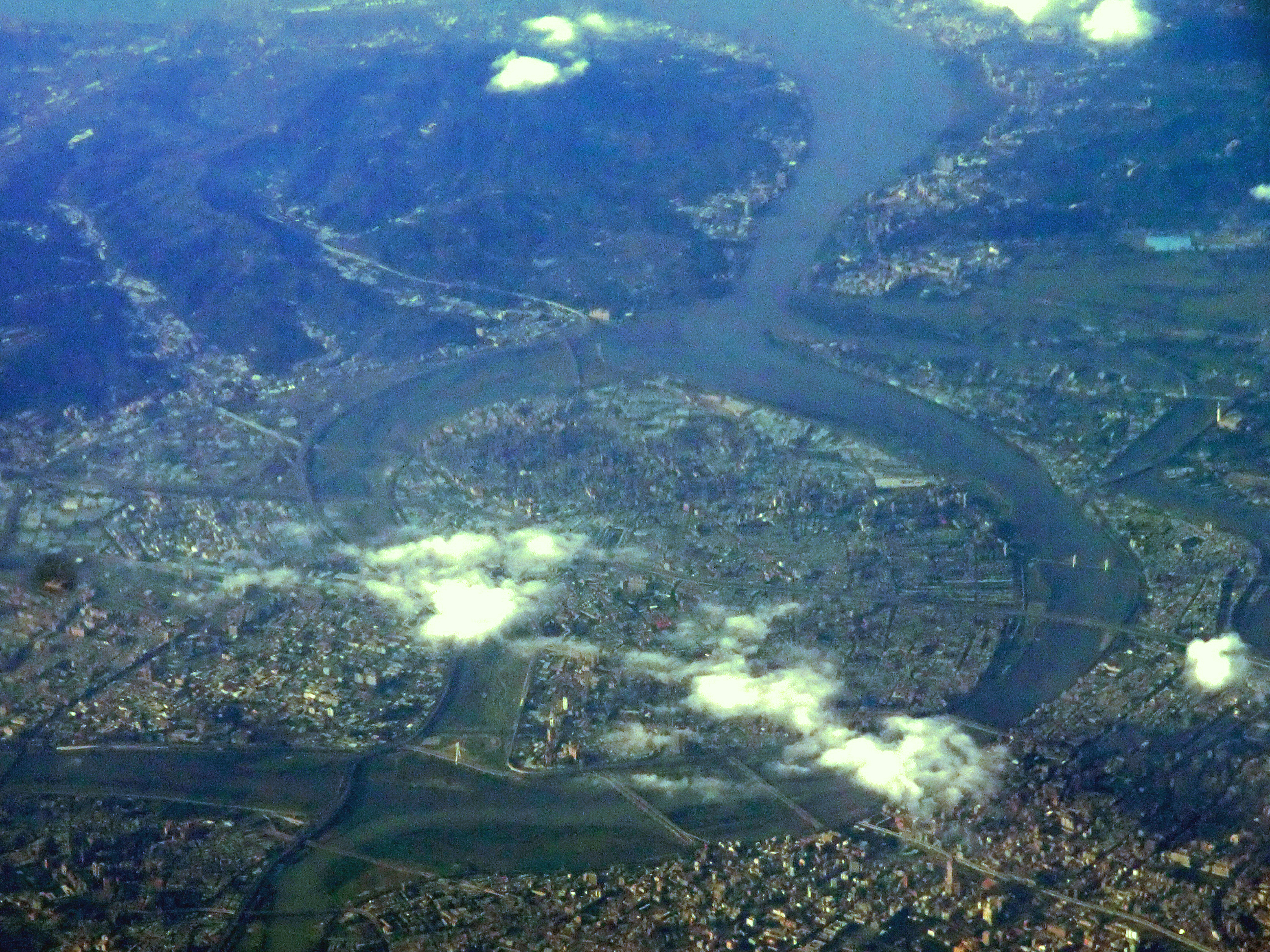
淡水河空照圖，圖片左下角為板橋江子翠，為大漢溪與新店溪匯流處，圖片中間為蘆洲與三重，右側為社子島，右下方為臺北市中心

淡水河流域位於臺灣北部，流域面積2726平方公里，面積佔全台灣的百分之七點六，東北及西北以大屯山與觀音山等與北海岸相隔，東南以阿玉山、紅葉山等與蘭陽溪為界﹐西南以品田山、大霸尖山等與大甲溪、大安溪、頭前溪諸溪為鄰，流域地勢由南向北逐漸傾斜，流域內著名的山岳有四堵山（海拔933公尺）、烘爐地山（海拔1166公尺）、阿玉山（海拔1419公尺）、棲蘭山（海拔1942公尺）、巴博庫魯山（海拔2101公尺）、塔曼山（海拔2130公尺）、拉拉山（海拔2030公尺）、北插天山（海拔1740公尺）、南插天山（海拔1907公尺）、李棟山（海拔1913公尺）、及大霸尖山（海拔3505公尺）等，森林資源豐富。淡水河流域內海拔起伏，自南勢溪的五百餘公尺，到大漢溪的三千餘公尺不等。流域之平均年雨量為2966.1mm，豐水期五至十月，雨量約為1883.5mm，佔全年總雨量之63.5％，枯水期十一至四月，雨量約1082.6mm，佔全年總雨量之36.5％，各月雨量分配相當均匀。由於降雨充沛，季節分配穩定，全年無明顯的乾旱季節，故造就了淡水河全年穩定的流量的景觀。
在古新店溪與古大漢溪形成時，出海口附近仍是一片汪洋，六萬年前的一場地質構造運動，使得古新店溪口的三角洲隆起，形成林口臺地，台北盆地陷落，原本朝桃園台地出海的古大漢溪失去了源頭成了斷頭河。而古新店溪轉往北流，同時加速了上游的向源侵蝕作用，源頭逐漸向南切割山谷，於是越來越靠近山谷另一邊的古大漢溪。大約在三萬年前，於石門發生河川襲奪，古新店溪切穿山谷，地勢較低的古新店溪將古大漢溪襲奪，大漢溪於石門附近直角轉彎，下游的大漢溪改道北流，轉向北北東流入台北盆地。臺北盆地下陷形成後，從今日的士林到基隆一帶，地勢由東南向西北傾；該地區的河流也朝低處往士林而去，附近新店溪的支流順勢將基隆河引進了臺北盆地，河流向源侵蝕，新店溪襲奪了基隆河，形成今日淡水河水系的大致輪廓。
淡水河水系主要由大漢溪、新店溪及基隆河三大支流匯集而成，並以大漢溪為幹流，大漢溪同時也是最大的支流，三大支流分別由北、東、南三個方向流進臺北盆地。新店溪與大漢溪合流點位於板橋區江子翠，匯合後以下河段稱為淡水河本流，也就是狹義的淡水河。大漢溪與新店溪匯流後，河面相當寬廣，由上游至下游依序分別經過中興橋、忠孝橋、台北大橋、中山高速公路淡水河橋及重陽橋，右岸經過臺北市萬華區、大同區、士林區社子等地，而左岸則經過三重區與蘆洲區等地。其中，一座被稱為「台北島」、約30多公頃（10萬坪）大的沙洲島位於淡水河中興橋及忠孝橋之間。淡水河流至關渡、五股附近再匯入右方的基隆河，五股獅子頭附近河寬約550公尺。過了關渡與獅子頭隘口後，淡水河河床豁然寬廣，於淡水一帶寬度達1,250公尺，直至河口。淡水河下游呈弧狀向西北方流去，下游右岸為淡水區，境內源自大屯火山群之諸溪流中，竿蓁林溪、黃高溪、鼻頭溪、子內溪及米粉寮溪等小型溪流注入淡水河。下游左岸為八里區，境內有發源自觀音山並注入淡水河的短淺小溪溝，包括西門溝、烏山頭溝、蛇子形溝、艋舺溪等，均屬於小溪溝，大多溪短而水少。出海口右岸位於淡水區沙崙與油車口附近，出海口左岸位於八里區挖子尾，最後注入臺灣海峽。從江子翠至油車口的淡水河主流長度約為23.7公里，若由發源地品田山到出海口長約158公里，出海口年平均逕流量約為66億立方公尺。
由於淡水河流域匯集二千七百多平方公里範圍內的各種水流，注入面積僅約240平方公里的臺北盆地，故臺北盆地於豪雨來臨時洪患特多，必須沿著淡水河及其支流兩岸興建堤防以防止洪水流入臺北都會區，也必須興建排水溝、抽水站等水利工程設施以防止市區積水、淹水。然而由於因為潮汐、地層下陷以及關渡、台北大橋、中山橋等水流瓶頸，洪水無法順利流出臺北盆地，因而又須闢建二重疏洪道及員山子分洪道等大台北地區防洪計畫，藉以維持臺北都會區正常運作。1980年（民國69年）以前，淡水河中上游河道無明顯人工控制防洪結構物，河道主要沖淤現象係由天然流量、暴雨洪水所形成。1980年開始，依照「台北地區防洪計畫建議方案」內容執行淡水河流域洪水防治計畫，至1999年工程完成。淡水河沿岸堤防亦大致完成200年重現期洪水防治目標，此後淡水河整體河道沖淤特性明顯受兩岸堤防束限，洪水不再自由漫溢。另2004年完成基隆河上游「員山子分洪工程」，自此淡水河防洪體系更趨於完整。

## 三大支流

### 大漢溪
大漢溪為淡水河的主流，其最遠源流名為塔克金溪（泰崗溪），位於新竹縣尖石鄉境內，先向東北後轉西北流，與另一支流薩克亞金溪（白石溪）會合後，改稱馬里闊丸溪（玉峰溪），再往北轉東流至桃園市復興區境內，與另一支流三光溪會合後，始稱為大漢溪。隨後往北流入石門水庫，經鳶山堰後納三峽河，成為板新水廠的供水來源，流到江子翠（港仔嘴）匯流新店溪，合稱淡水河。

### 新店溪
新店溪上游為北勢溪，發源於鶯子嶺，向北轉西流至龜山附近，與支流南勢溪會合後，始稱新店溪。往北流經屈尺、直潭、新店，在景美附近匯入另一支流景美溪後，向北轉西流至江子翠附近注入大漢溪。

### 基隆河
基隆河本身發源於新北市平溪區的分水崙，但其水系最遠源流則為其支流芊蓁林溪，發源於平溪區獅公髻尾山（又名火燒寮山）東偏北側，往東北流至嶺腳寮匯集基隆河本流後，往東北東流經瑞芳區，在基隆市暖暖區附近轉向西流。穿越汐止區之後進入臺北盆地，橫貫臺北盆地北側後，於社子北端注入淡水河。
| 支流名稱 | 幹流長度（公里） | 流域面積（平方公里） | 坡度  | 年雨量（mm） | 計畫流量（cms） | 年逕流量（m³） |
| -------- | ---------------- | -------------------- | ----- | ------------ | --------------- | -------------- |
| 基隆河   | 86.4             | 491                  | 1:220 | 4,000        | 3,690           | 17.2億         |
| 新店溪   | 82               | 916                  | 1:54  | 3,300        | 10,800          | 22.8億         |
| 大漢溪   | 135              | 1,163                | 1:37  | 2,430        | 13,800          | 18.6億         |

淡水河於流出臺北盆地出口處西側原有獅子頭隘口，後因拓寬淡水河道工程而炸毀。鄰近支流洲子尾溝、觀音坑溪原本先匯入另一支流塭子川，再行匯入淡水河。獅子頭隘口炸毀後，河道改變成現況之各自匯入淡水河。

## 流經行政區
- 臺北市：大同區、萬華區、中正區、文山區、南港區、內湖區、松山區、中山區、士林區、北投區
- 新北市：三峽區、鶯歌區、樹林區、土城區、板橋區、三重區、新莊區、蘆洲區、五股區、八里區、淡水區、新店區、深坑區、汐止區、瑞芳區、平溪區、泰山區、石碇區、坪林區、中和區、永和區
- 基隆市：暖暖區、七堵區、安樂區、信義區
- 桃園市：復興區、龍潭區、大溪區、龜山區
- 新竹縣：尖石鄉、關西鎮
- 宜蘭縣：大同鄉

|                       | 淡水河 左／右側支流 | 淡水河 左／右側支流 | 溪流名稱             | 溪流名稱             | 溪流名稱             | 溪流名稱             | 溪流名稱             | 溪流名稱             | 長度（km） | 流域面積（km²） | 流量 （m³/s） | 匯入       | 流經地區 |
| 淡水河上游 大漢溪水系 | 左                  | -                   | 大漢溪               | 大漢溪               | 大漢溪               | 大漢溪               | 大漢溪               | 大漢溪               | 135        | 1,163           | 20            | 淡水河     | 新北市三峽區、鶯歌區、樹林區、土城區、板橋區、新莊區、三重區 桃園市復興區、龍潭區、大溪區、龜山區、八德區 宜蘭縣大同鄉 新竹縣尖石鄉、關西鎮 |
| 淡水河上游 大漢溪水系 | -                   | -                   | 塔寮坑溪             | 塔寮坑溪             | 塔寮坑溪             | 塔寮坑溪             | 塔寮坑溪             | 塔寮坑溪             | 11         | 29              |               | 大漢溪     | 桃園市龜山區 新北市樹林區、新莊區 |
| 淡水河上游 大漢溪水系 | -                   | -                   | 三峽河               | 三峽河               | 三峽河               | 三峽河               | 三峽河               | 三峽河               | 28.5       |                 | 11.8          | 大漢溪     | 新北市三峽區 |
| 淡水河上游 大漢溪水系 | -                   | -                   | 橫溪                 | 橫溪                 | 橫溪                 | 橫溪                 | 橫溪                 | 橫溪                 | 10         |                 | 5.7           | 三峽河     | 新北市三峽區 |
| 淡水河上游 大漢溪水系 | -                   | -                   | 大豹溪               | 大豹溪               | 大豹溪               | 大豹溪               | 大豹溪               | 大豹溪               | 22.5       |                 |               | 三峽河     | 新北市三峽區 |
| 淡水河上游 大漢溪水系 | -                   | -                   | 三光溪               | 三光溪               | 三光溪               | 三光溪               | 三光溪               | 三光溪               |            |                 |               | 大漢溪     | 桃園市復興區 宜蘭縣大同鄉 |
| 淡水河上游 大漢溪水系 | -                   | -                   | 馬里闊丸溪（玉峰溪） | 馬里闊丸溪（玉峰溪） | 馬里闊丸溪（玉峰溪） | 馬里闊丸溪（玉峰溪） | 馬里闊丸溪（玉峰溪） | 馬里闊丸溪（玉峰溪） | 20.2       |                 |               | 大漢溪     | 桃園市復興區 新竹縣尖石鄉 |
| 淡水河上游 大漢溪水系 | -                   | -                   | 塔克金溪（泰崗溪）   | 塔克金溪（泰崗溪）   | 塔克金溪（泰崗溪）   | 塔克金溪（泰崗溪）   | 塔克金溪（泰崗溪）   | 塔克金溪（泰崗溪）   |            |                 |               | 馬里闊丸溪 | 新竹縣尖石鄉 |
| 淡水河上游 大漢溪水系 | -                   | -                   | 薩克亞金溪（白石溪） | 薩克亞金溪（白石溪） | 薩克亞金溪（白石溪） | 薩克亞金溪（白石溪） | 薩克亞金溪（白石溪） | 薩克亞金溪（白石溪） |            |                 |               | 馬里闊丸溪 | 新竹縣尖石鄉 |
| 淡水河上游 大漢溪水系 | -                   | -                   | 鶯歌溪               | 鶯歌溪               | 鶯歌溪               | 鶯歌溪               | 鶯歌溪               | 鶯歌溪               | 8.5        | 21.01           |               | 大漢溪     | 新北市鶯歌區 桃園市龜山區 |
| 淡水河上游 大漢溪水系 | -                   | -                   | 草嶺溪               | 草嶺溪               | 草嶺溪               | 草嶺溪               | 草嶺溪               | 草嶺溪               |            |                 |               | 大漢溪     | 桃園市大溪區 |
| 淡水河上游 大漢溪水系 | -                   | -                   | 打鐵坑溪             | 打鐵坑溪             | 打鐵坑溪             | 打鐵坑溪             | 打鐵坑溪             | 打鐵坑溪             |            |                 |               | 大漢溪     | 桃園市龍潭區 |
| 淡水河上游 大漢溪水系 | -                   | -                   | 三民溪               | 三民溪               | 三民溪               | 三民溪               | 三民溪               | 三民溪               |            |                 |               | 大漢溪     | 桃園市大溪區、復興區 |
| 淡水河上游 大漢溪水系 | -                   | -                   | 霞雲溪               | 霞雲溪               | 霞雲溪               | 霞雲溪               | 霞雲溪               | 霞雲溪               |            |                 |               | 大漢溪     | 桃園市復興區 |
| 淡水河上游 大漢溪水系 | -                   | -                   | 宇內溪               | 宇內溪               | 宇內溪               | 宇內溪               | 宇內溪               | 宇內溪               |            |                 |               | 大漢溪     | 桃園市復興區 |
| 淡水河上游 大漢溪水系 | -                   | -                   | 義興溪               | 義興溪               | 義興溪               | 義興溪               | 義興溪               | 義興溪               |            |                 |               | 大漢溪     | 桃園市復興區 |
| 淡水河上游 大漢溪水系 | -                   | -                   | 雪霧鬧溪             | 雪霧鬧溪             | 雪霧鬧溪             | 雪霧鬧溪             | 雪霧鬧溪             | 雪霧鬧溪             |            |                 |               | 大漢溪     | 桃園市復興區 |
| 淡水河上游 大漢溪水系 | -                   | -                   | 寶里苦溪             | 寶里苦溪             | 寶里苦溪             | 寶里苦溪             | 寶里苦溪             | 寶里苦溪             |            |                 |               | 大漢溪     | 桃園市復興區 |
| 淡水河上游 大漢溪水系 | -                   | -                   | 卡拉溪               | 卡拉溪               | 卡拉溪               | 卡拉溪               | 卡拉溪               | 卡拉溪               |            |                 |               | 大漢溪     | 桃園市復興區 |
| 淡水河上游 新店溪水系 | -                   | 右                  | 新店溪               | 新店溪               | 新店溪               | 新店溪               | 新店溪               | 新店溪               | 81         | 921             | 97.2          | 淡水河     | 新北市新店區、烏來區、深坑區、石碇區、平溪區、坪林區、中和區、永和區、板橋區 臺北市文山區、中正區、萬華區                                   |
| 淡水河上游 新店溪水系 | -                   | -                   | 景美溪               | 景美溪               | 景美溪               | 景美溪               | 景美溪               | 景美溪               | 28         | 113.72          | 22.6          | 新店溪     | 新北市深坑區、石碇區 臺北市文山區 |
| 淡水河上游 新店溪水系 | -                   | -                   | 指南溪               | 指南溪               | 指南溪               | 指南溪               | 指南溪               | 指南溪               |            |                 |               | 景美溪     | 臺北市文山區 |
| 淡水河上游 新店溪水系 | -                   | -                   | 永定溪               | 永定溪               | 永定溪               | 永定溪               | 永定溪               | 永定溪               |            |                 |               | 景美溪     | 新北市石碇區 |
| 淡水河上游 新店溪水系 | -                   | -                   | 烏塗溪               | 烏塗溪               | 烏塗溪               | 烏塗溪               | 烏塗溪               | 烏塗溪               |            |                 |               | 景美溪     | 新北市石碇區 |
| 淡水河上游 新店溪水系 | -                   | -                   | 崩山溪               | 崩山溪               | 崩山溪               | 崩山溪               | 崩山溪               | 崩山溪               |            |                 |               | 景美溪     | 新北市石碇區 |
| 淡水河上游 新店溪水系 | -                   | -                   | 北勢溪               | 北勢溪               | 北勢溪               | 北勢溪               | 北勢溪               | 北勢溪               | 50         | 310             |               | 新店溪     | 新北市雙溪區、坪林區、石碇區、新店區 |
| 淡水河上游 新店溪水系 | -                   | -                   | 南勢溪               | 南勢溪               | 南勢溪               | 南勢溪               | 南勢溪               | 南勢溪               | 45         | 332             |               | 新店溪     | 新北市烏來區、新店區 |
| 淡水河上游 新店溪水系 | -                   | -                   | 桶後溪               | 桶後溪               | 桶後溪               | 桶後溪               | 桶後溪               | 桶後溪               | 30         |                 |               | 南勢溪     | 新北市烏來區 |
| 淡水河上游 新店溪水系 | -                   | -                   | 阿玉溪               | 阿玉溪               | 阿玉溪               | 阿玉溪               | 阿玉溪               | 阿玉溪               |            |                 |               | 桶後溪     | 新北市烏來區 |
| 淡水河上游 新店溪水系 | -                   | -                   | 南勢角溪             | 南勢角溪             | 南勢角溪             | 南勢角溪             | 南勢角溪             | 南勢角溪             | 8          |                 |               | 新店溪     | 新北市中和區、永和區、土城區 |
| 淡水河上游 新店溪水系 | -                   | -                   | 瓦磘溝               | 瓦磘溝               | 瓦磘溝               | 瓦磘溝               | 瓦磘溝               | 瓦磘溝               | 4.7        |                 |               | 南勢角溪   | 新北市中和區、永和區 |
| 淡水河上游 新店溪水系 | -                   | -                   | 二八張溝             | 二八張溝             | 二八張溝             | 二八張溝             | 二八張溝             | 二八張溝             |            |                 |               | 南勢角溪   | 新北市中和區、土城區 |
| 淡水河上游 新店溪水系 | -                   | -                   | 中原溝               | 中原溝               | 中原溝               | 中原溝               | 中原溝               | 中原溝               |            |                 |               | 新店溪     | 新北市中和區 |
| 淡水河上游 新店溪水系 | -                   | -                   | 安坑溪               | 安坑溪               | 安坑溪               | 安坑溪               | 安坑溪               | 安坑溪               | 9.75       |                 |               | 新店溪     | 新北市新店區 |
| 淡水河上游 新店溪水系 | -                   | -                   | 青潭溪               | 青潭溪               | 青潭溪               | 青潭溪               | 青潭溪               | 青潭溪               | 9.75       |                 |               | 新店溪     | 新北市新店區、石碇區 |
| 淡水河上游 新店溪水系 | -                   | -                   | 磺窟溪               | 磺窟溪               | 磺窟溪               | 磺窟溪               | 磺窟溪               | 磺窟溪               | 4.25       |                 |               | 新店溪     | 新北市新店區 |
| 淡水河上游 新店溪水系 | -                   | -                   | 平廣溪               | 平廣溪               | 平廣溪               | 平廣溪               | 平廣溪               | 平廣溪               | 7.5        |                 |               | 新店溪     | 新北市新店區 |
| 淡水河上游 新店溪水系 | -                   | -                   | 粗坑溪               | 粗坑溪               | 粗坑溪               | 粗坑溪               | 粗坑溪               | 粗坑溪               |            |                 |               | 新店溪     | 新北市新店區 |
| 淡水河中游 基隆河水系 | -                   | 右                  | 基隆河               | 基隆河               | 基隆河               | 基隆河               | 基隆河               | 基隆河               | 96         | 493             | 39.5          | 淡水河     | 新北市平溪區、汐止區 臺北市南港區、內湖區、松山區、中山區、士林區、大同區、北投區 基隆市暖暖區、七堵區                                      |
| 淡水河中游 基隆河水系 | -                   | -                   | 外雙溪               | 外雙溪               | 外雙溪               | 外雙溪               | 外雙溪               | 外雙溪               |            |                 |               | 基隆河     | 臺北市北投區、士林區 |
| 淡水河中游 基隆河水系 | -                   | -                   | 磺溪                 | 磺溪                 | 磺溪                 | 磺溪                 | 磺溪                 | 磺溪                 |            |                 |               | 外雙溪     | 臺北市北投區、士林區 |
| 淡水河中游 基隆河水系 | -                   | -                   | 松溪                 | 松溪                 | 松溪                 | 松溪                 | 松溪                 | 松溪                 | 2.93       | 4.5             |               | 磺溪       | 臺北市北投區、士林區 |
| 淡水河中游 基隆河水系 | -                   | -                   | 石角溪               | 石角溪               | 石角溪               | 石角溪               | 石角溪               | 石角溪               | 5.84       |                 |               | 外雙溪     | 臺北市士林區 |
| 淡水河中游 基隆河水系 | -                   | -                   | 新安溪               | 新安溪               | 新安溪               | 新安溪               | 新安溪               | 新安溪               |            | 5.7             |               | 外雙溪     | 臺北市士林區 |
| 淡水河中游 基隆河水系 | -                   | -                   | 菁礐溪               | 菁礐溪               | 菁礐溪               | 菁礐溪               | 菁礐溪               | 菁礐溪               | 2.1        | 0.45            |               | 外雙溪     | 臺北市士林區 |
| 淡水河中游 基隆河水系 | -                   | -                   | 內雙溪               | 內雙溪               | 內雙溪               | 內雙溪               | 內雙溪               | 內雙溪               |            |                 |               | 外雙溪     | 臺北市士林區 |
| 淡水河中游 基隆河水系 | -                   | -                   | 內厝溪               | 內厝溪               | 內厝溪               | 內厝溪               | 內厝溪               | 內厝溪               | 4.2        | 2.4             |               | 內雙溪     | 臺北市士林區 |
| 淡水河中游 基隆河水系 | -                   | -                   | 大坑溪               | 大坑溪               | 大坑溪               | 大坑溪               | 大坑溪               | 大坑溪               |            |                 |               | 基隆河     | 臺北市南港區 新北市汐止區 |
| 淡水河中游 基隆河水系 | -                   | -                   | 芊蓁林溪             | 芊蓁林溪             | 芊蓁林溪             | 芊蓁林溪             | 芊蓁林溪             | 芊蓁林溪             |            |                 |               | 基隆河     | 新北市平溪區 |
| 淡水河中游 基隆河水系 | -                   | -                   | 貴水二溪             | 貴水二溪             | 貴水二溪             | 貴水二溪             | 貴水二溪             | 貴水二溪             |            |                 |               | 基隆河     | 臺北市北投區 |
| 淡水河中游 基隆河水系 | -                   | -                   | 磺港溪               | 磺港溪               | 磺港溪               | 磺港溪               | 磺港溪               | 磺港溪               | 10         |                 |               | 基隆河     | 臺北市北投區 |
| 淡水河中游 基隆河水系 | -                   | -                   | 內溝溪               | 內溝溪               | 內溝溪               | 內溝溪               | 內溝溪               | 內溝溪               | 5.5        | 7               |               | 基隆河     | 臺北市內湖區 新北市汐止區 |
| 淡水河中游 基隆河水系 | -                   | -                   | 草濫溪               | 草濫溪               | 草濫溪               | 草濫溪               | 草濫溪               | 草濫溪               |            |                 |               | 基隆河     | 新北市汐止區 |
| 淡水河中游 基隆河水系 | -                   | -                   | 下寮溪               | 下寮溪               | 下寮溪               | 下寮溪               | 下寮溪               | 下寮溪               |            |                 |               | 基隆河     | 新北市汐止區 |
| 淡水河中游 基隆河水系 | -                   | -                   | 北峰溪               | 北峰溪               | 北峰溪               | 北峰溪               | 北峰溪               | 北峰溪               |            |                 |               | 基隆河     | 新北市汐止區 |
| 淡水河中游 基隆河水系 | -                   | -                   | 叭嗹溪               | 叭嗹溪               | 叭嗹溪               | 叭嗹溪               | 叭嗹溪               | 叭嗹溪               |            |                 |               | 基隆河     | 新北市汐止區 |
| 淡水河中游 基隆河水系 | -                   | -                   | 北港溪               | 北港溪               | 北港溪               | 北港溪               | 北港溪               | 北港溪               |            |                 |               | 基隆河     | 新北市汐止區 |
| 淡水河中游 基隆河水系 | -                   | -                   | 康誥坑溪             | 康誥坑溪             | 康誥坑溪             | 康誥坑溪             | 康誥坑溪             | 康誥坑溪             | 5.44       | 5.5             |               | 基隆河     | 新北市汐止區 |
| 淡水河中游 基隆河水系 | -                   | -                   | 智慧溪               | 智慧溪               | 智慧溪               | 智慧溪               | 智慧溪               | 智慧溪               |            |                 |               | 基隆河     | 新北市汐止區 |
| 淡水河中游 基隆河水系 | -                   | -                   | 禮門溪               | 禮門溪               | 禮門溪               | 禮門溪               | 禮門溪               | 禮門溪               | 1.8        | 0.77            |               | 基隆河     | 新北市汐止區 |
| 淡水河中游 基隆河水系 | -                   | -                   | 茄苳溪               | 茄苳溪               | 茄苳溪               | 茄苳溪               | 茄苳溪               | 茄苳溪               |            |                 |               | 基隆河     | 新北市汐止區 |
| 淡水河中游 基隆河水系 | -                   | -                   | 鄉長溪               | 鄉長溪               | 鄉長溪               | 鄉長溪               | 鄉長溪               | 鄉長溪               |            |                 |               | 基隆河     | 新北市汐止區 |
| 淡水河中游 基隆河水系 | -                   | -                   | 保長坑溪             | 保長坑溪             | 保長坑溪             | 保長坑溪             | 保長坑溪             | 保長坑溪             |            |                 |               | 基隆河     | 新北市汐止區 |
| 淡水河中游 基隆河水系 | -                   | -                   | 鹿寮溪               | 鹿寮溪               | 鹿寮溪               | 鹿寮溪               | 鹿寮溪               | 鹿寮溪               |            |                 |               | 基隆河     | 基隆市七堵區 |
| 淡水河中游 基隆河水系 | -                   | -                   | 瑪陵坑溪             | 瑪陵坑溪             | 瑪陵坑溪             | 瑪陵坑溪             | 瑪陵坑溪             | 瑪陵坑溪             |            |                 |               | 基隆河     | 基隆市七堵區 |
| 淡水河中游 基隆河水系 | -                   | -                   | 拔西猴溪             | 拔西猴溪             | 拔西猴溪             | 拔西猴溪             | 拔西猴溪             | 拔西猴溪             |            |                 |               | 基隆河     | 基隆市七堵區 |
| 淡水河中游 基隆河水系 | -                   | -                   | 大武崙溪             | 大武崙溪             | 大武崙溪             | 大武崙溪             | 大武崙溪             | 大武崙溪             |            |                 |               | 基隆河     | 基隆市七堵區、安樂區 |
| 淡水河中游 基隆河水系 | -                   | -                   | 暖暖溪               | 暖暖溪               | 暖暖溪               | 暖暖溪               | 暖暖溪               | 暖暖溪               |            |                 |               | 基隆河     | 基隆市暖暖區 |
| 淡水河中游 基隆河水系 | -                   | -                   | 𫙮魚坑溪             | 𫙮魚坑溪             | 𫙮魚坑溪             | 𫙮魚坑溪             | 𫙮魚坑溪             | 𫙮魚坑溪             |            |                 |               | 基隆河     | 新北市瑞芳區 |
| 淡水河中游 基隆河水系 | -                   | -                   | 深澳坑溪             | 深澳坑溪             | 深澳坑溪             | 深澳坑溪             | 深澳坑溪             | 深澳坑溪             |            |                 |               | 基隆河     | 基隆市信義區 新北市瑞芳區 |
| 淡水河中游 基隆河水系 | -                   | -                   | 新寮溪               | 新寮溪               | 新寮溪               | 新寮溪               | 新寮溪               | 新寮溪               |            |                 |               | 基隆河     | 新北市平溪區 |
| 淡水河中游 基隆河水系 | -                   | -                   | 灰窯溪               | 灰窯溪               | 灰窯溪               | 灰窯溪               | 灰窯溪               | 灰窯溪               |            |                 |               | 基隆河     | 新北市平溪區 |
| 淡水河中游 基隆河水系 | -                   | -                   | 三坑溪               | 三坑溪               | 三坑溪               | 三坑溪               | 三坑溪               | 三坑溪               |            |                 |               | 基隆河     | 新北市平溪區 |
| 淡水河中游 塭子川水系 | 左                  | -                   | 塭子川               | 塭子川               | 塭子川               | 塭子川               | 塭子川               | 塭子川               | 13         | 89              |               | 淡水河     | 新北市五股區 桃園市龜山區 |
| 淡水河中游 塭子川水系 | -                   | -                   | 舊塭子川             | 舊塭子川             | 舊塭子川             | 舊塭子川             | 舊塭子川             | 舊塭子川             |            |                 |               | 塭子川     | 新北市五股區 |
| 淡水河中游 塭子川水系 | -                   | -                   | 五股坑溪             | 五股坑溪             | 五股坑溪             | 五股坑溪             | 五股坑溪             | 五股坑溪             | 6.3        | 10.8            |               | 塭子川     | 新北市五股區 |
| 淡水河中游 塭子川水系 | -                   | -                   | 大窠溪               | 大窠溪               | 大窠溪               | 大窠溪               | 大窠溪               | 大窠溪               |            |                 |               | 塭子川     | 新北市五股區、泰山區、林口區 桃園市龜山區                                                                                                   |
| 淡水河中游 塭子川水系 | -                   | -                   | 中港排水溝           | 中港排水溝           | 中港排水溝           | 中港排水溝           | 中港排水溝           | 中港排水溝           | 2.6        | 16              |               | 大窠坑溪   | 新北市新莊區 |
| 淡水河中游 塭子川水系 | -                   | -                   | 貴子坑溪             | 貴子坑溪             | 貴子坑溪             | 貴子坑溪             | 貴子坑溪             | 貴子坑溪             |            |                 |               | 中港排水溝 | 新北市新莊區 |
| 淡水河中游            | 左                  | -                   | 二重疏洪道           | 二重疏洪道           | 二重疏洪道           | 二重疏洪道           | 二重疏洪道           | 二重疏洪道           | 7.7        | 4.24            |               | 淡水河     | 新北市五股區、新莊區、三重區、蘆洲區 |
| 淡水河中游            | 左                  | -                   | 洲子尾溝             | 洲子尾溝             | 洲子尾溝             | 洲子尾溝             | 洲子尾溝             | 洲子尾溝             |            |                 |               | 二重疏洪道 | 新北市五股區、蘆洲區、三重區 |
| 淡水河中游            | 左                  | -                   | 觀音坑溪             | 觀音坑溪             | 觀音坑溪             | 觀音坑溪             | 觀音坑溪             | 觀音坑溪             | 6.2        | 9.2             |               | 淡水河     | 新北市五股區 |
| 淡水河中游            | -                   | 右                  | 中港河               | 中港河               | 中港河               | 中港河               | 中港河               | 中港河               |            |                 |               | 淡水河     | 臺北市北投區 |
| 淡水河下游            | 左                  | -                   | 西門溝               | 西門溝               | 西門溝               | 西門溝               | 西門溝               | 西門溝               |            |                 |               | 淡水河     | 新北市八里區 |
| 淡水河下游            | -                   | 右                  | 樹梅坑溪             | 樹梅坑溪             | 樹梅坑溪             | 樹梅坑溪             | 樹梅坑溪             | 樹梅坑溪             | 10         |                 |               | 淡水河     | 新北市淡水區 |
| 淡水河下游            | -                   | 右                  | 高厝溪               | 高厝溪               | 高厝溪               | 高厝溪               | 高厝溪               | 高厝溪               |            |                 |               | 淡水河     | 新北市淡水區 |
| 淡水河下游            | -                   | 右                  | 八勢溪               | 八勢溪               | 八勢溪               | 八勢溪               | 八勢溪               | 八勢溪               |            |                 |               | 淡水河     | 新北市淡水區 |
| 淡水河下游            | 左                  | -                   | 艋舺溪               | 艋舺溪               | 艋舺溪               | 艋舺溪               | 艋舺溪               | 艋舺溪               |            |                 |               | 淡水河     | 新北市八里區 |
| 淡水河下游            | -                   | 右                  | 竿蓁林溪             | 竿蓁林溪             | 竿蓁林溪             | 竿蓁林溪             | 竿蓁林溪             | 竿蓁林溪             |            |                 |               | 淡水河     | 新北市淡水區 |
| 淡水河下游            | 左                  | -                   | 龍形溪               | 龍形溪               | 龍形溪               | 龍形溪               | 龍形溪               | 龍形溪               |            |                 |               | 淡水河     | 新北市八里區 |
| 淡水河下游            | -                   | 右                  | 黃高溪               | 黃高溪               | 黃高溪               | 黃高溪               | 黃高溪               | 黃高溪               |            |                 |               | 淡水河     | 新北市淡水區 |
| 淡水河下游            | -                   | 右                  | 鼻頭溪               | 鼻頭溪               | 鼻頭溪               | 鼻頭溪               | 鼻頭溪               | 鼻頭溪               |            |                 |               | 淡水河     | 新北市淡水區 |
| 淡水河下游            | 左                  | -                   | 烏山頭溝             | 烏山頭溝             | 烏山頭溝             | 烏山頭溝             | 烏山頭溝             | 烏山頭溝             |            |                 |               | 淡水河     | 新北市八里區 |
| 淡水河下游            | -                   | 右                  | 子內溪               | 子內溪               | 子內溪               | 子內溪               | 子內溪               | 子內溪               |            |                 |               | 淡水河     | 新北市淡水區 |
| 淡水河下游            | -                   | 右                  | 米粉寮溪             | 米粉寮溪             | 米粉寮溪             | 米粉寮溪             | 米粉寮溪             | 米粉寮溪             |            |                 |               | 淡水河     | 新北市淡水區 |
| 淡水河下游            | 左                  | -                   | 𤩲瑪蘭坑溪           | 𤩲瑪蘭坑溪           | 𤩲瑪蘭坑溪           | 𤩲瑪蘭坑溪           | 𤩲瑪蘭坑溪           | 𤩲瑪蘭坑溪           |            |                 |               | 淡水河     | 新北市八里區 |

## 水質
1970年代，因臺灣經濟起飛，淡水河流域設立了許多重工業工廠，導致淡水河遭受嚴重的工業污染。近年來新北市政府致力整治，水質已漸漸改善，但仍有中度污染的程度。2013年3月22日，台北市自來水處公布多項數據，闡述近年來台北市水資源保育之成效。2012年台北市水質濁度僅達0.0137NTU（國家標準水平均濁度為2NTU），此數據不到國家標準的千分之7。市民每日每人用水量，自2007年的352公升，降到2012年的335公升（為20年來最低）。污水接管率突破70%，管線長度相當於2.5條「中山高速公路」，污水處理量相當於0.63座「翡翠水庫」的量。河川水質指標（RPI），自2007年的「7.88」，改善到「4.63」，改善幅度41.3%（為30年來水質最佳）。河魚魚種，自2007年調查的「56種」，增加至2012年的「87種」。

## 水運

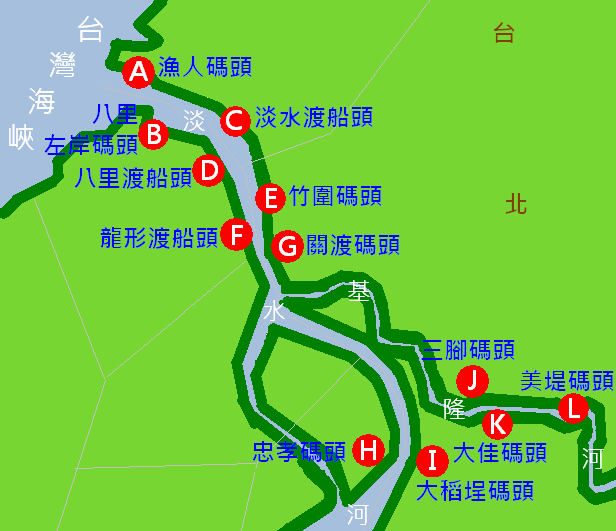
淡水河水系主要碼頭圖

淡水河由於河面寬廣、流速與流量穩定且具有全年不斷流的特性，為臺灣少數具有航運功能的河川。具有豐沛水量便於船運的淡水河及大漢溪、新店溪、基隆河三大支流流域，使當年原住民凱達格蘭族人與渡台漢人移民，獲得極佳的生活領域。因水運之利而興起的河港街庄，與往後淡水港的對外貿易及臺北都市發展息息相關。日治時期以前的淡水河，河道深廣船隻暢行無阻，不只沿岸各鄉鎮的交通仰賴淡水河的水運；對海外的貿易通商，也利用淡水河的河道運輸，明朝清初的時候，基隆河水運可以從淡水河通到暖暖，再換路到基隆，清末基隆河仍然是基隆到錫口、基隆到至大稻埕之間貨物及人員運輸的主要航線，在清代航運可沿大漢溪上達大溪。但隨著地理環境之變遷，淡水河流域河道逐漸淤積，漸漸無法勝任航運的需求。目前淡水河水運集中在大稻埕碼頭、關渡碼頭，以及淡水與八里渡船頭之間兩岸居民聯絡交通。
以下列出目前淡水河河段的碼頭與航線。
| 藍色公路     |                 |        |        |          |                                     |                                     |                                     |                                     |                                     |
| 大稻埕碼頭   | Dadaocheng Pier | 台北市 | 大同區 | 大稻埕   | →往忠孝碼頭、淡水港                 | →往忠孝碼頭、淡水港                 | →往忠孝碼頭、淡水港                 | →往忠孝碼頭、淡水港                 | →往忠孝碼頭、淡水港                 |
| 關渡碼頭     | Kuantu Pier     | 台北市 | 北投區 | 關渡     | →往淡水港、淡水漁人碼頭             | →往淡水港、淡水漁人碼頭             | →往淡水港、淡水漁人碼頭             | →往淡水港、淡水漁人碼頭             | →往淡水港、淡水漁人碼頭             |
| 淡水港       | Tamsui Pier     | 新北市 | 淡水區 | 淡水老街 | →往淡水漁人碼頭、八里左岸、關渡碼頭 | →往淡水漁人碼頭、八里左岸、關渡碼頭 | →往淡水漁人碼頭、八里左岸、關渡碼頭 | →往淡水漁人碼頭、八里左岸、關渡碼頭 | →往淡水漁人碼頭、八里左岸、關渡碼頭 |
| 八里左岸碼頭 | Tamsui Pier     | 新北市 | 八里區 | 八里左岸 | →往淡水港、淡水漁人碼頭、關渡碼頭   | →往淡水港、淡水漁人碼頭、關渡碼頭   | →往淡水港、淡水漁人碼頭、關渡碼頭   | →往淡水港、淡水漁人碼頭、關渡碼頭   | →往淡水港、淡水漁人碼頭、關渡碼頭   |
| 忠孝碼頭     | Zhongxiao Pier  | 新北市 | 三重區 | 忠孝橋   | →往大稻埕碼頭、華江碼頭、八里碼頭   | →往大稻埕碼頭、華江碼頭、八里碼頭   | →往大稻埕碼頭、華江碼頭、八里碼頭   | →往大稻埕碼頭、華江碼頭、八里碼頭   | →往大稻埕碼頭、華江碼頭、八里碼頭   |

## 文化資產
淡水河主河道自清朝前即為移民進入台北盆地的重要入口，後來更為進出口貿易的交通動脈，淡水河主河道兩岸皆為台北市知名的歷史聚落，如艋舺、大稻埕等，累積了極為豐富的文化資產，包括傳統產業、宗教廟宇、民俗文化與原住民活動等，這些都是淡水河水系豐富的人文面貌與水岸遊憩文化資產。

### 淡水八景
淡水河河光山水、風景秀麗，自古為台灣八景之一。清同治年間所修的《淡水廳志》中所列八景為「戍台夕陽」（紅毛城）、「屯山積雪」（大屯山）、「坌嶺吐霧」（觀音山）、「劍潭夜光」（劍潭）、「淡江吼濤」（淡水港口）、「蘆洲汎月」（鷺洲）、「關渡分潮」（關渡）、「峰峙灘音」（汐止）。其中「淡江吼濤」就是形容漲潮時淡水河口的氣象，此八景迄至日治時期不變。1966年（民國五十五年）由當時的淡水鎮秘書李育鈞依其所見，重定淡水八景，刊載於1966年（民國55年）12月5日的《徵信新聞報》，其中「海口嚥日」是淡水夕陽映照在淡水河口上，為淡水八景之一；「煙雨孤帆」則是指淡水河到了淡水逐漸寬廣，海天一色，特別冬雨天，「雲層陰鬱，益增山色空濛。縱目煙波畫處，正一帆風滿，施施然若將何之，一縷輕愁，萬里雄心，自凸付諸江上孤帆也」。2011年，淡水區公所舉辦「2010淡水新八景徵選系列活動」，選出新的淡水八景，其中「河口霞天」是指淡水河波光粼粼，水面漸漸開展，到河口一帶注入大海，呈現海闊天空的勝景。

### 自然保留區

#### 淡水河紅樹林自然保留區
淡水河流經至關渡與基隆河會合，沿途形成華江橋下、關渡、竹圍等沙洲地。淡水紅樹林位新北市淡水區竹圍，是淡水河與基隆河交匯的出海口處。淡水河竹圍河段是淡水及鹹水交匯處，於河灘上長了許多的水筆仔，也就是俗稱的紅樹林植物，而這些植物伴隨著帶來了許多沼澤生態系，例如招潮蟹、彈塗魚及水鳥等，是世界分佈最廣的水筆仔純林，也是臺灣北部最重要的水鳥與紅樹林保護區。

#### 挖子尾自然保留區
挖子尾自然保留區位於新北市八里區，位在淡水河口左岸，水筆仔攔截淡水河挾帶之大量泥沙及有機物，形成一片沼澤地，為典型之河口生態系。

#### 關渡自然保留區
關渡自然保留區位在關渡堤防南側的基隆河口沼澤區，淡水河與基隆河的匯流處，面積55公頃，行政區屬於台北市北投區關渡里，為水鳥及棲息地保護區，也是臺北市唯一自然保留區。

#### 臺北市野雁保護區
臺北市野雁保護區位於臺北市新店溪沿岸，位於臺北市中興橋至永福橋水域，1993年，臺北市政府將中興橋至華中橋一帶、面積203公頃的河川地公告為「中興橋華中橋野生動物保護區」。1997年，保護區往新店溪上游擴增至永福橋，面積達245公頃，並更名為「臺北市野雁保護區」，保護區旁開闢龍山、雙園、華中河濱公園及華江雁鴨自然公園，為淡水河流域重要野鳥棲地之一。

## 淡水河水系主要河川

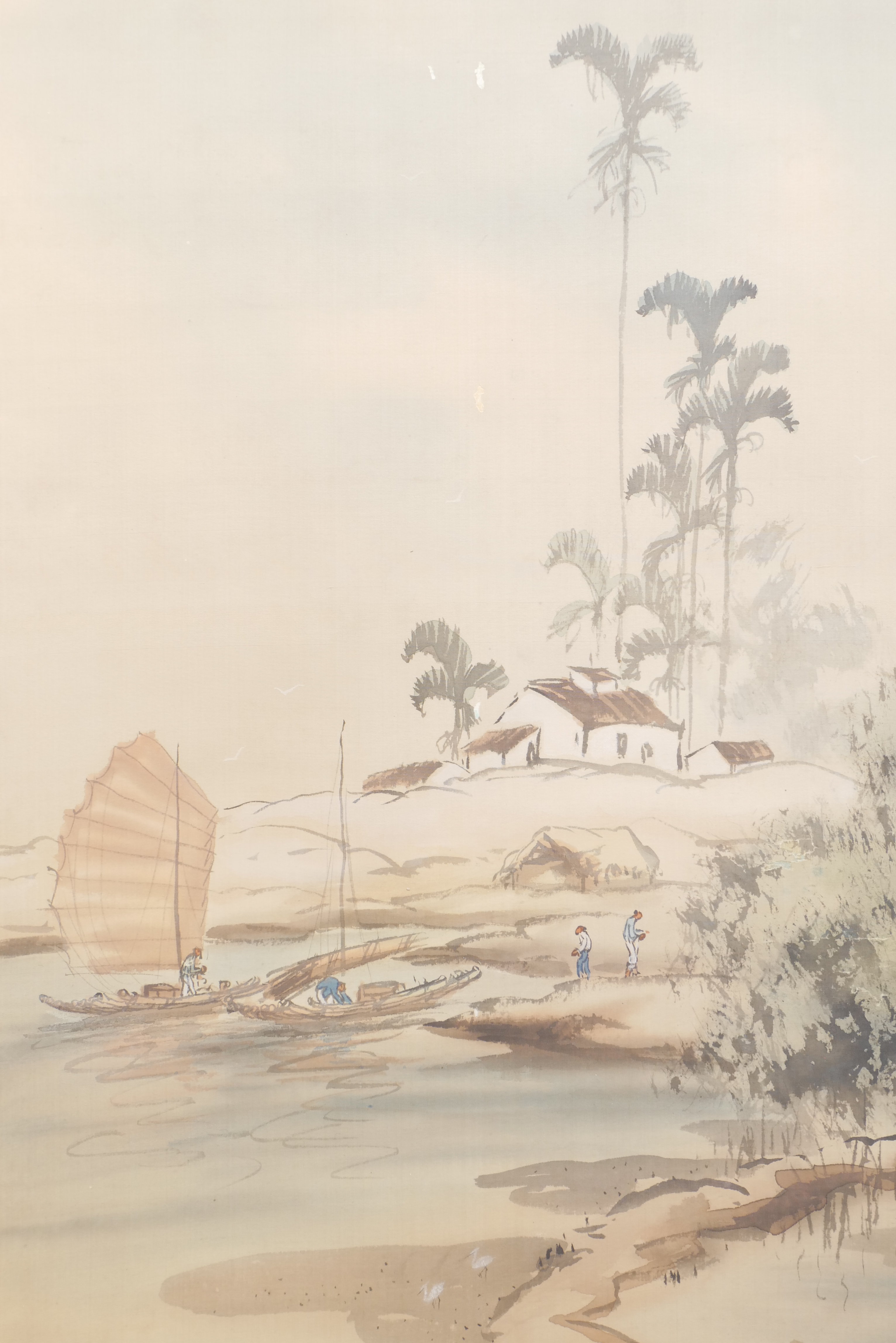
秋山春水所繪《淡水河岸》

以下由下游至源頭列出水系主要河川，其中粗體字為主流河道。
- 淡水河：新北市、臺北市、基隆市、桃園市、宜蘭縣、新竹縣
  - 噶瑪蘭坑溪（挖子尾溪、埤子頭溪）：新北市八里區
  - 米粉寮溪：新北市淡水區
  - 西門溝：新北市八里區
  - 子內溪：新北市淡水區
  - 鼻頭溪：新北市淡水區
  - 黃高溪：新北市淡水區
  - 竿蓁林溪：新北市淡水區
  - 八勢溪：新北市淡水區
  - 高厝溪：新北市淡水區
  - 烏山頭溝：新北市八里區
  - 樹梅坑溪：新北市淡水區
  - 龍形溪：新北市八里區
  - 艋舺溪：新北市八里區
  - 中港河：台北市北投區
  - 基隆河：新北市、臺北市、基隆市
    - 外雙溪：臺北市北投區、士林區
    - 大坑溪：臺北市南港區、新北市汐止區
    - 芊蓁林溪：新北市平溪區

  - 觀音坑溪：新北市五股區
  - 塭子川：新北市、桃園市
    - 大窠溪：新北市五股區、泰山區、林口區、桃園市龜山區
    - 五股坑溪：新北市五股區

  - 二重疏洪道：新北市五股區、蘆洲區、新莊區、三重區
  - 洲子尾溝：新北市五股區、蘆洲區、三重區
  - 新店溪：新北市、臺北市
    - 景美溪：新北市、臺北市
    - 北勢溪：新北市
      - 金瓜寮溪：新北市坪林區
      - 魚堀溪：新北市坪林區

    - 南勢溪：新北市新店區、烏來區
      - 桶後溪：新北市烏來區
        - 阿玉溪：新北市烏來區

  - 大漢溪：新北市、桃園市、宜蘭縣、新竹縣
    - 三峽河（三峽溪）：新北市
      - 橫溪：新北市三峽區
      - 大豹溪：新北市三峽區

    - 三光溪：桃園市復興區、宜蘭縣大同鄉
    - 馬里闊丸溪（玉峰溪）：桃園市復興區、新竹縣尖石鄉
      - 薩克亞金溪（白石溪）：新竹縣尖石鄉
      - 泰崗溪：新竹縣尖石鄉
        - 塔克金溪：新竹縣尖石鄉
          - 斯烏庫斯溪：新竹縣尖石鄉
            - 鴛鴦湖：新竹縣尖石鄉

## 主要橋樑隧道

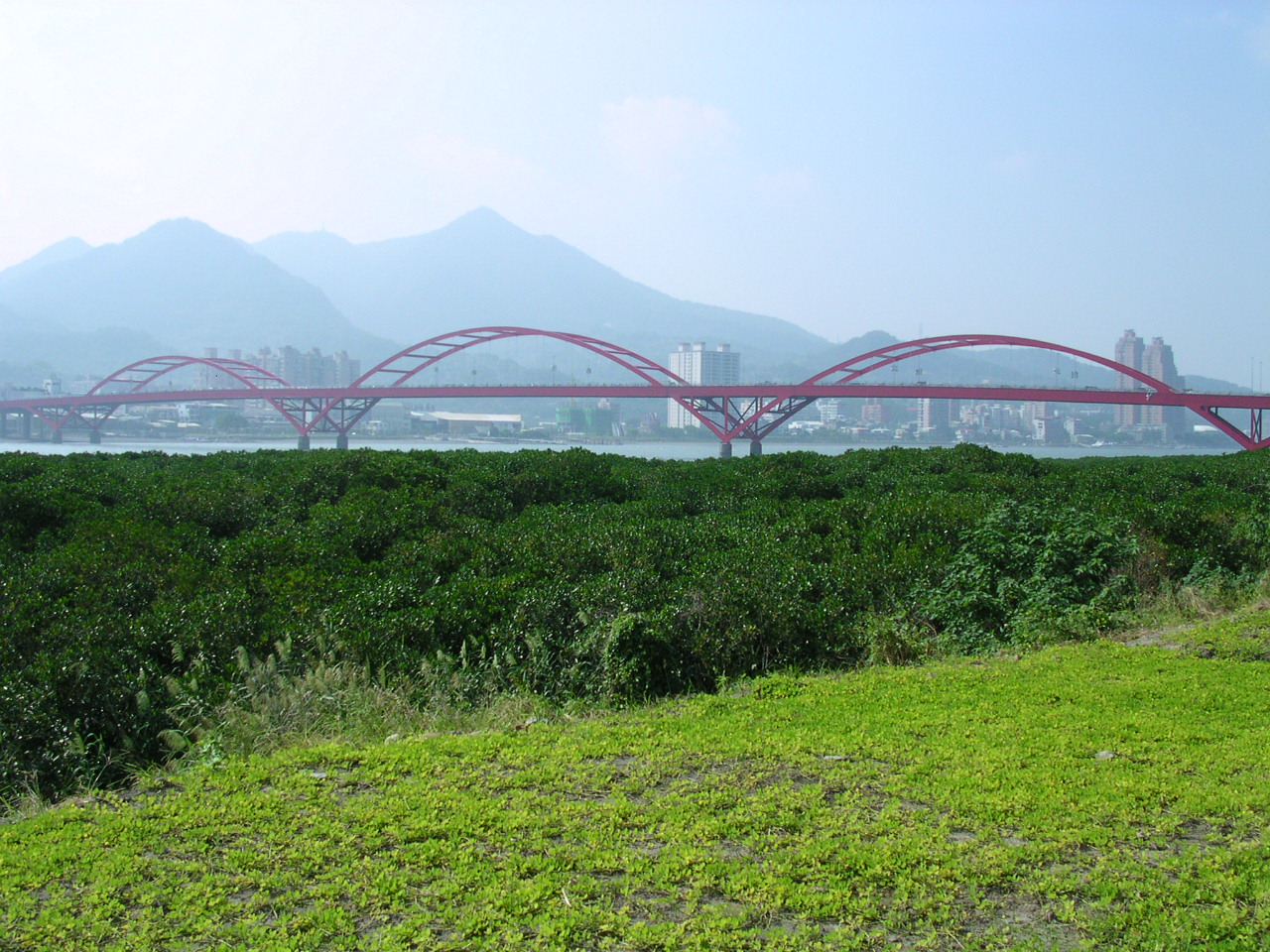
關渡大橋

1888年臺北大橋正式動工，1889年由首任臺灣巡撫劉銘傳興建完工，連結了三重埔（今三重區）與臺北大稻埕，為一木橋，是橫跨淡水河的第一座橋樑。1895年日本接收台灣，稱該橋為淡水橋。1920年4月3日重建木橋，將淡水橋改名臺北橋。1921年2月，台灣總督府決定著手重建臺北橋，改為鐵桁架橋，1925年6月18日通車。1966年7月臺北橋鏽蝕問題日益嚴重，因此決議拆除舊橋，重建新橋，1969年11月15日，臺北橋改建完畢並通車，由鐵橋改為水泥橋。
1955年以前跨越淡水河兩岸的橋樑僅有一座台北大橋，隨著人口快速增加與都市發展，台北橋已不足以承載龐大的交通流量，政府決定興建中興橋，中興大橋是台灣戰後時期完成的第二座大橋，也是跨越淡水河的第二座橋樑，1958年10月4日正式通車。
目前淡水河主流自江子翠以下河段，分別有中興大橋、忠孝大橋、臺北大橋、淡水河橋、重陽橋、關渡大橋等六座橋樑。政府並已計劃在淡水河出海口興建一座以淡水河之名來命名的淡江大橋。

## 水利設施

### 水庫壩堰與疏洪道
以下由下游至源頭列出水系主要水利設施：
- 淡水河
  - 基隆河：西勢水庫、新山水庫、員山子分洪道

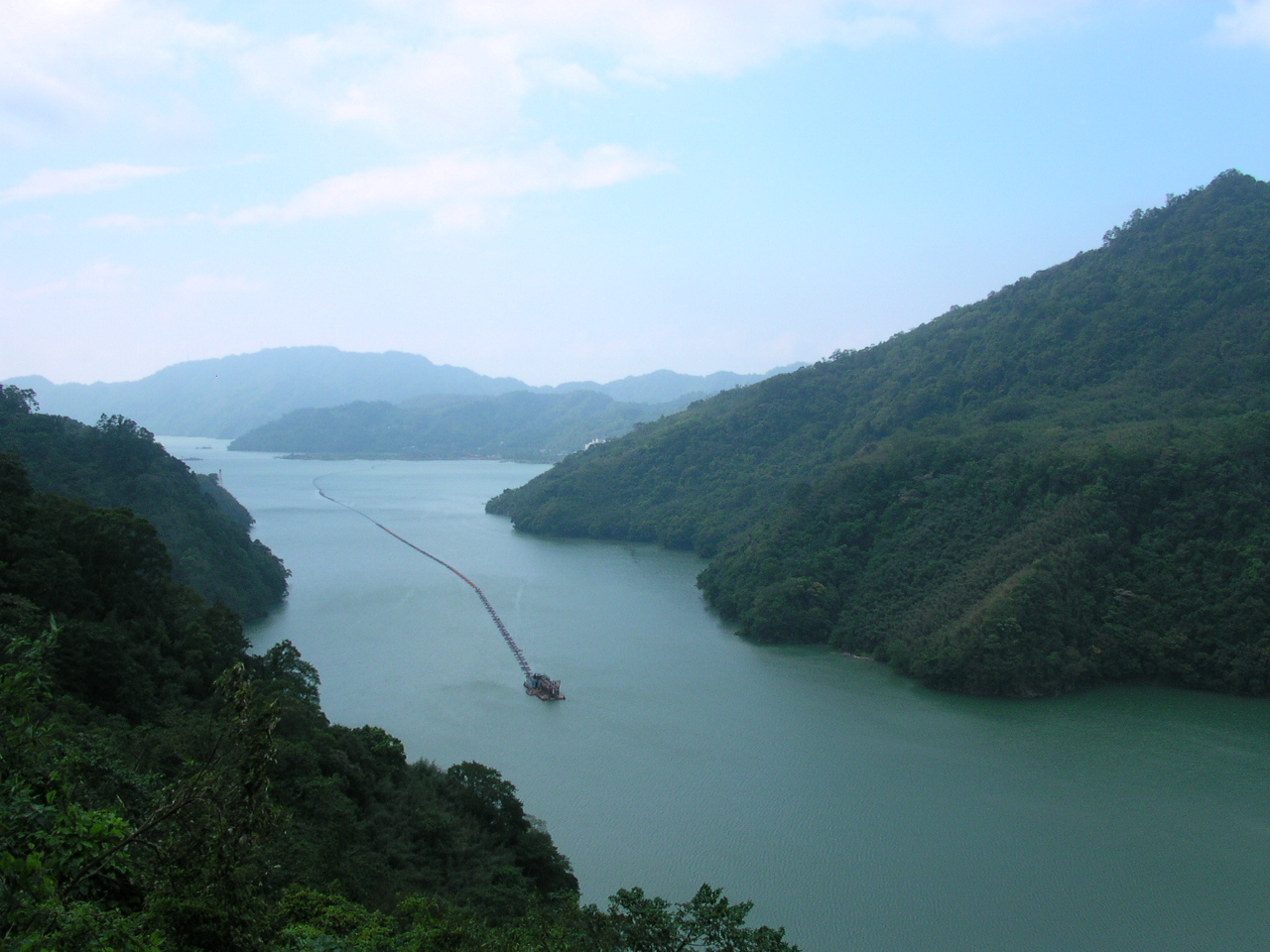
大漢溪流域的石門水庫

  - 新店溪：碧潭攔河堰、青潭堰、直潭堰、粗坑壩、二重疏洪道
    - 北勢溪：翡翠水庫
    - 南勢溪：桂山壩、羅好壩
      - 桶後溪：阿玉壩

  - 大漢溪：鳶山堰、石門水庫、義興壩、榮華壩、巴陵壩、二重疏洪道

### 水力發電廠

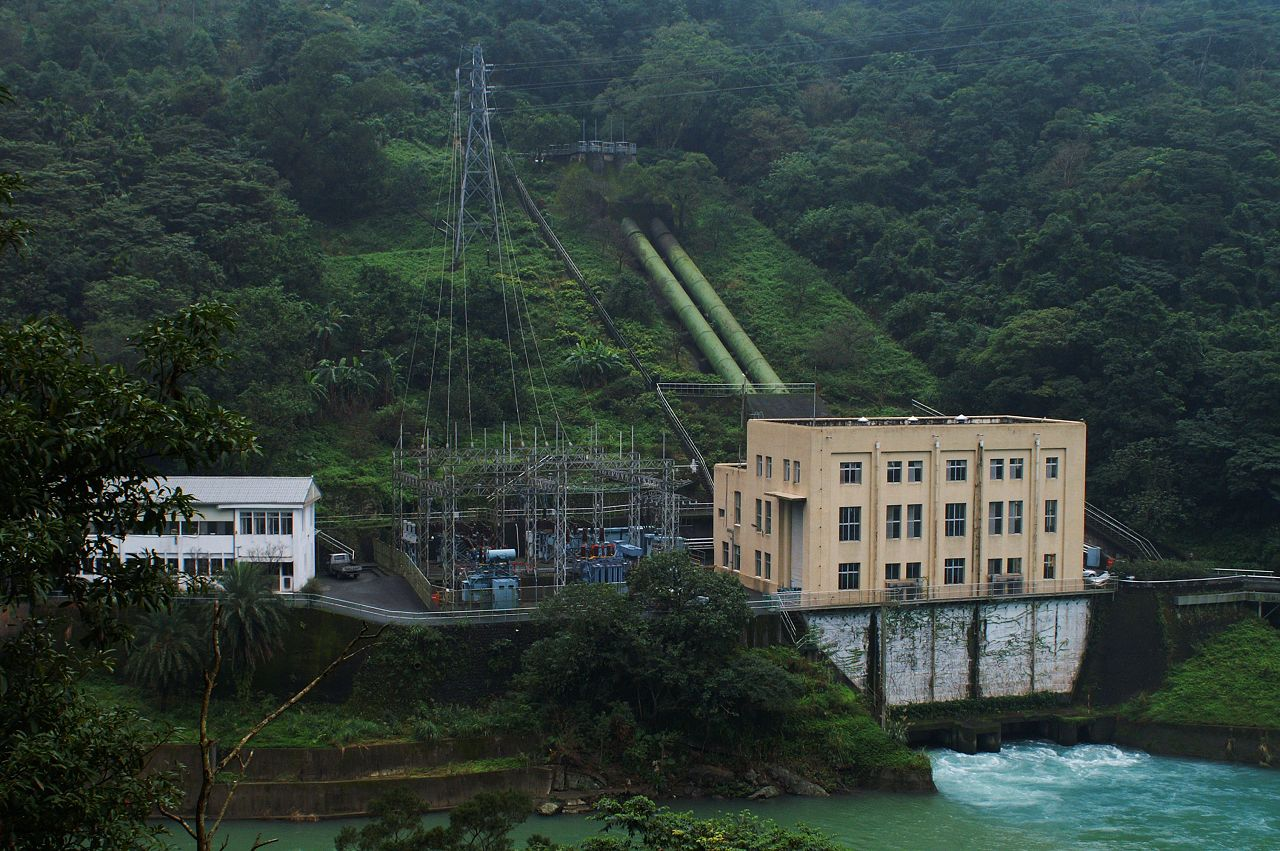
桂山電廠，係引用南勢溪水發電，發電後尾水排入北勢溪。

淡水河流域中，新店溪的溪水呈綿延浚道的曲路，在台灣早期水力發電事業開發中扮演重要角色。
- 1903年，台灣總督府成立「台北電氣作業所」，開始在南勢溪與北勢溪匯流至新店溪之「雙溪口」建造龜山發電廠，1905年7月工程正式完工，並架設龜山至台北間電壓11kV、長16.5公里的輸電線路，送至古亭變電所降壓為100V後送進台北的用戶端，台北三市街（台北城、大稻埕、艋舺）開始試送電，9月11日漸增加點燈，10月15日三市街皆大放光明，台北成為台灣第一個有電燈的城市，奠定台灣現代化的基礎。

- 1907年5月，台灣總督府開始進行小粗坑水力發電所的建設，小粗坑發電廠位於龜山發電所下游之屈尺，1909年8月5日竣工，是台灣歷史上第二座水力發電廠，主要供應基隆市電燈、基隆築港、瑞芳金瓜石牡丹坑、台北市水道及台北市電燈等地區電力。1939年位於南勢溪、北勢溪合流處的「新龜山水力發電所」開始興建，1941年「新龜山發電所」竣工發電，正式取代龜山發電所，新龜山發電所即今日之「桂山發電廠」。1942年（昭和十七年）興建阿玉壩、羅好壩，利用南勢溪與桶後溪溪水進行發電，並於兩溪合流處附近的烏來開工興建烏來水力發電所，1945年幾近完成之際工程停止。 戰後台灣電力公司接續未完成的烏來水力發電工程，第一台發電機組於1949年（民國三十八年）開始運轉，第二台發電機組於1954年正式併聯系統供電，烏來發電廠為戰後第一座自力興建之水力發電廠。目前台電公司桂山發電廠統籌管理新店溪流域內的烏來、桂山、粗坑、翡翠四座發電機組。

至於大漢溪流域中，其平均坡降1：37，河床坡降較陡，水力蘊藏亦十分豐富，目前已開發者有榮華壩、義興電廠與石門多目標水庫工程，而台電公司石門發電廠則管理石門電廠與義興電廠兩處機組。
| 名稱               | 地區         | 水源   | 興建年代 | 落差 （公尺） | 發電機組                 | 機組數量 | 單機用水量 （CMS） | 裝置容量 （MW） | 年發電量 （萬度） | 水壩          | 備註     |
| ------------------ | ------------ | ------ | -------- | ------------- | ------------------------ | -------- | ------------------ | --------------- | ----------------- | ------------- | -------- |
| 桂山發電廠桂山機組 | 新北市新店區 | 南勢溪 | 1939年   | 53.8          | 豎軸法蘭西斯式水輪發電機 | 2        | 15.95              | 13              | 8,100             | 桂山壩        | 川流式   |
| 烏來發電廠         | 新北市烏來區 | 南勢溪 | 1942年   | 91.8          | 豎軸法蘭西斯式水輪發電機 | 2        | 16                 | 22.5            | 12,000            | 羅好壩 阿玉壩 | 調整池式 |
| 小粗坑發電廠       | 新北市新店區 | 新店溪 | 1907年   | 21.78         | 豎軸卡布蘭式水輪發電機   | 1        | 27.08              | 5               | 3,500             | 粗坑壩        | 川流式   |
| 翡翠發電廠         | 新北市新店區 | 北勢溪 | 1985年   | 111.35        | 豎軸法蘭西斯式水輪發電機 | 1        | 102                | 70              | 22,000            | 翡翠水庫      | 水庫式   |
| 石門發電廠         | 桃園市龍潭區 | 大漢溪 | 1964年   | 84            | 豎軸法蘭西斯式水輪發電機 | 2        | 137.2              | 90              | 21,000            | 石門水庫      | 水庫式   |
| 義興發電廠         | 桃園市復興區 | 大漢溪 | 1977年   | 157           | 豎軸法蘭西斯式水輪發電機 | 1        | 31.63              | 40              | 21,300            | 榮華壩        | 調整池式 |

## 河濱休憩

### 自行車道
臺北市政府自2002年（民國91年）開始推動串連臺北市河濱自行車道，完成環繞臺北市淡水河流域，包括淡水河、基隆河、景美溪及新店溪，南起景美、東自內湖，沿著河岸二側向下游延伸至關渡濕地，形成總長約111公里之河濱自行車道，分別為「基隆河左、右岸親水自行車道」、「關渡、金色水岸、八里左岸自行車道」、「景美溪左、右岸親子生活自行車道」、「社子島環島與二重疏洪道自行車道」、「雙溪生活水岸自行車道」及「新店溪、大漢溪與淡水河自行車道」等6條遊憩路網。而新北市政府亦規劃包括數條供給民眾休閒及運動使用的自行車專用道路，包括沿著「金色水岸自行車道」、「八里左岸自行車道」、「二重疏洪道環狀自行車道」、「大漢溪自行車道」、「汐止自行車道」皆是沿著新北市境內之淡水河流域所闢建的自行車道。

### 河濱公園
二重疏洪道
- 新北大都會公園

新店溪
- 陽光運動園區
- 江翠礫間水岸公園

基隆河
- 大佳河濱公園
- 關渡自然公園

大漢溪
- 大漢溪河濱公園
- 大漢溪生態廊道

## 文化影響

### 文學
- 王昶雄《淡水河之漣漪》
- 林文義《記憶的河流》、《母親的河──淡水河記事》、《從淡水河出發》

### 音樂
- 松原靜韻《河邊春夢》，1934年
- 洪一峰《淡水暮色》，1959年
- 張雨生《淡水河》

## 照片集

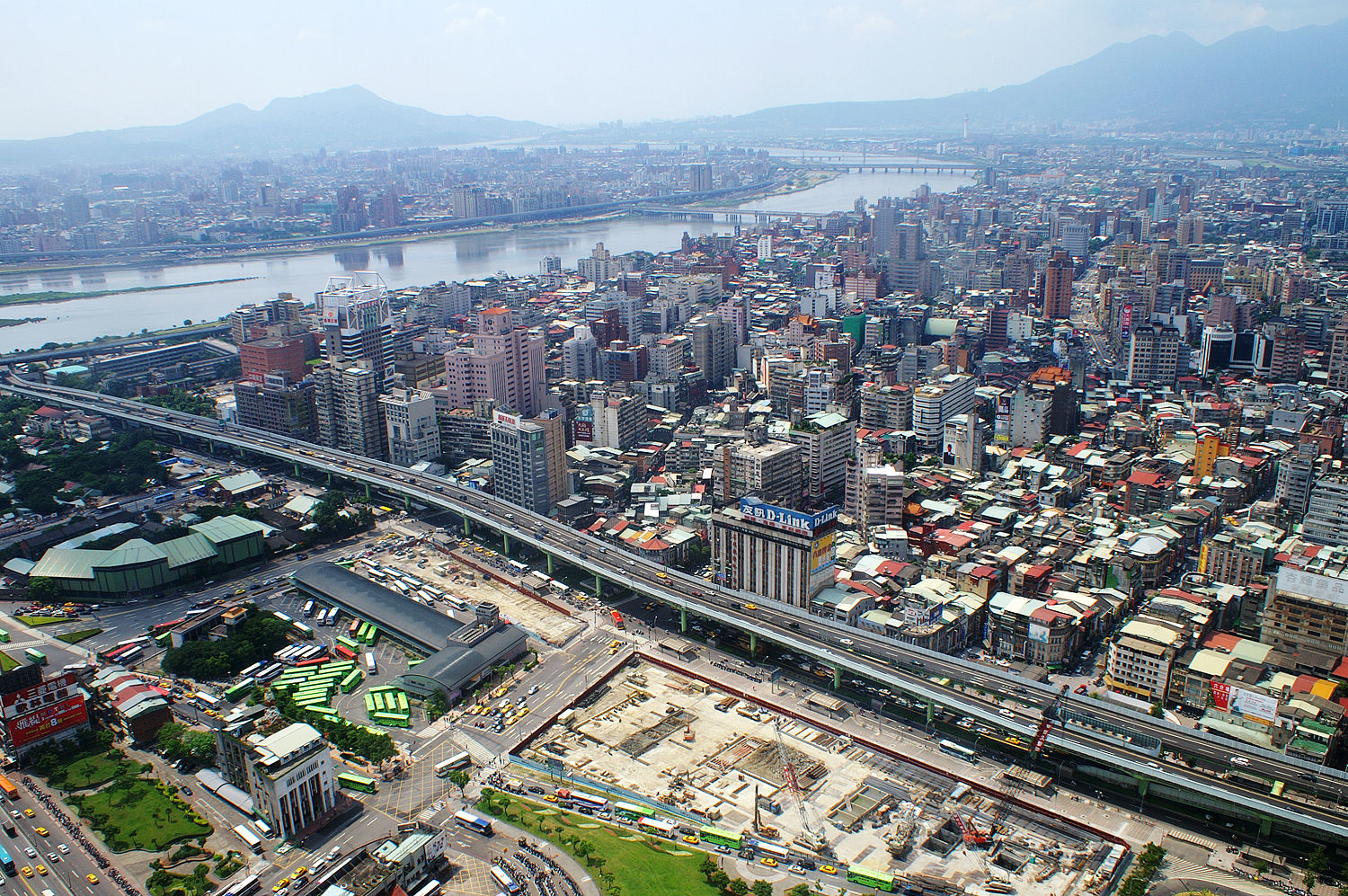
流經臺北市區的淡水河。左岸屬新北市，右岸屬臺北市。遠處左側山峰為觀音山
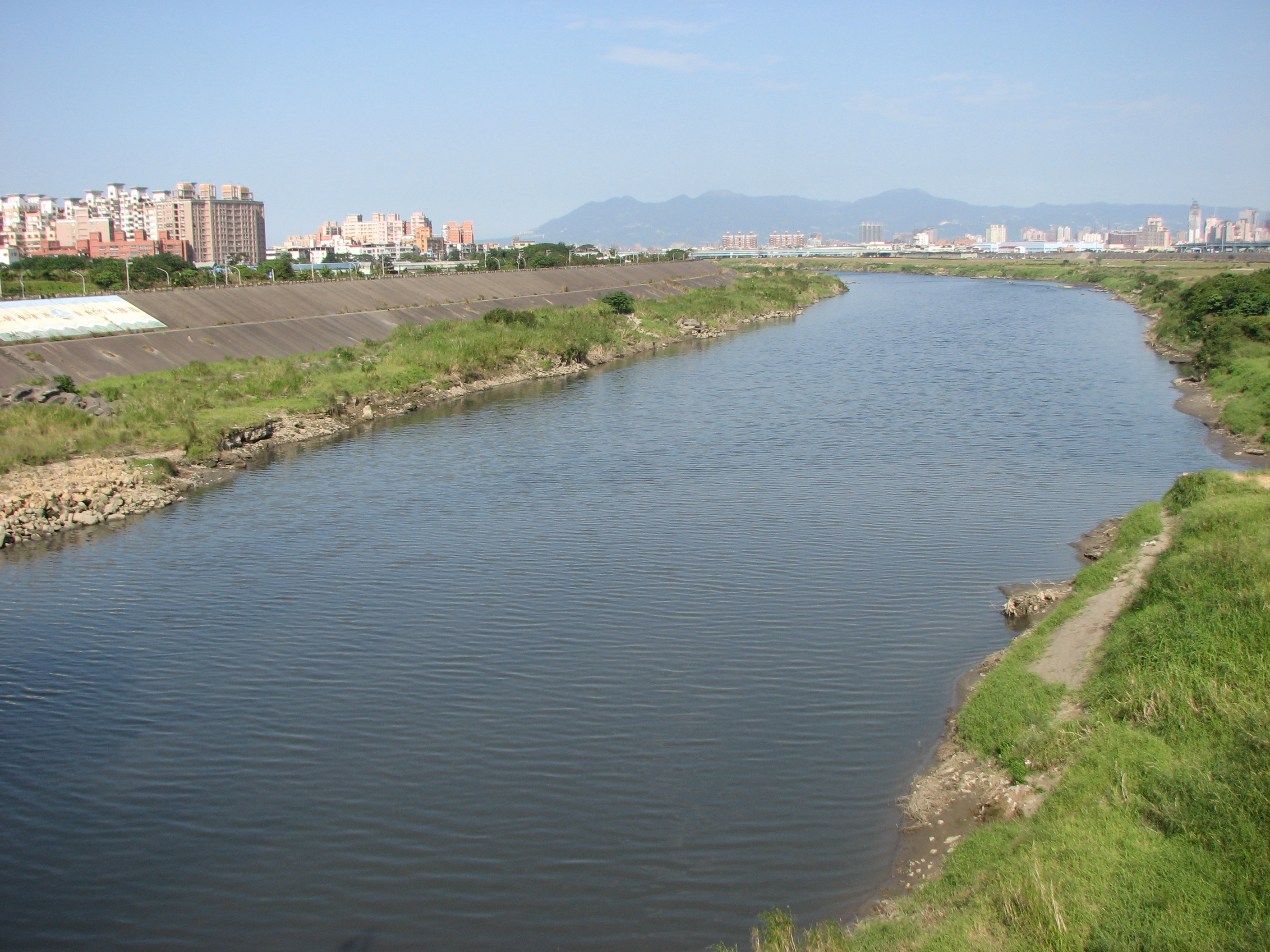
大漢溪城林大橋段
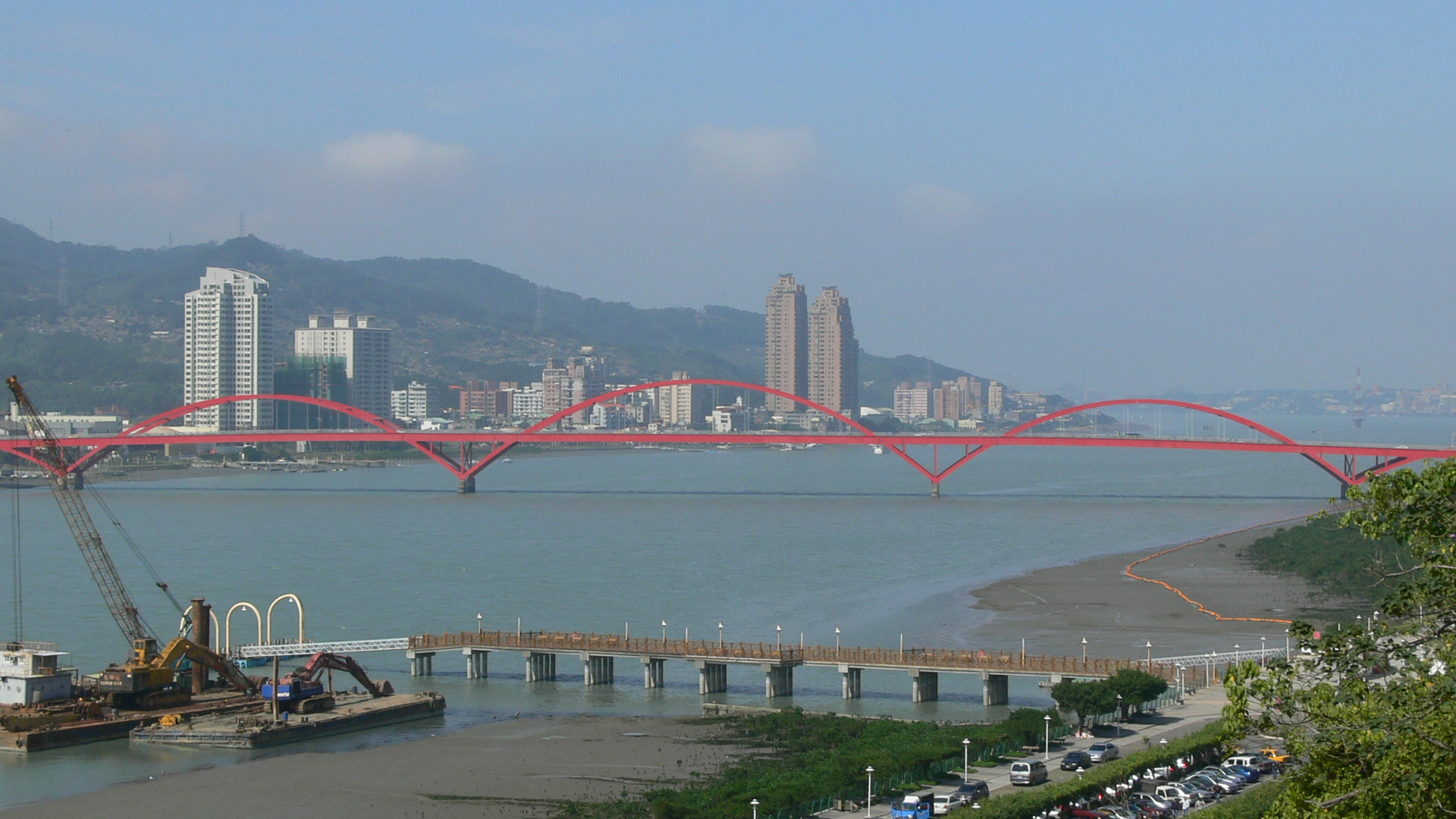
關渡大橋與淡水河
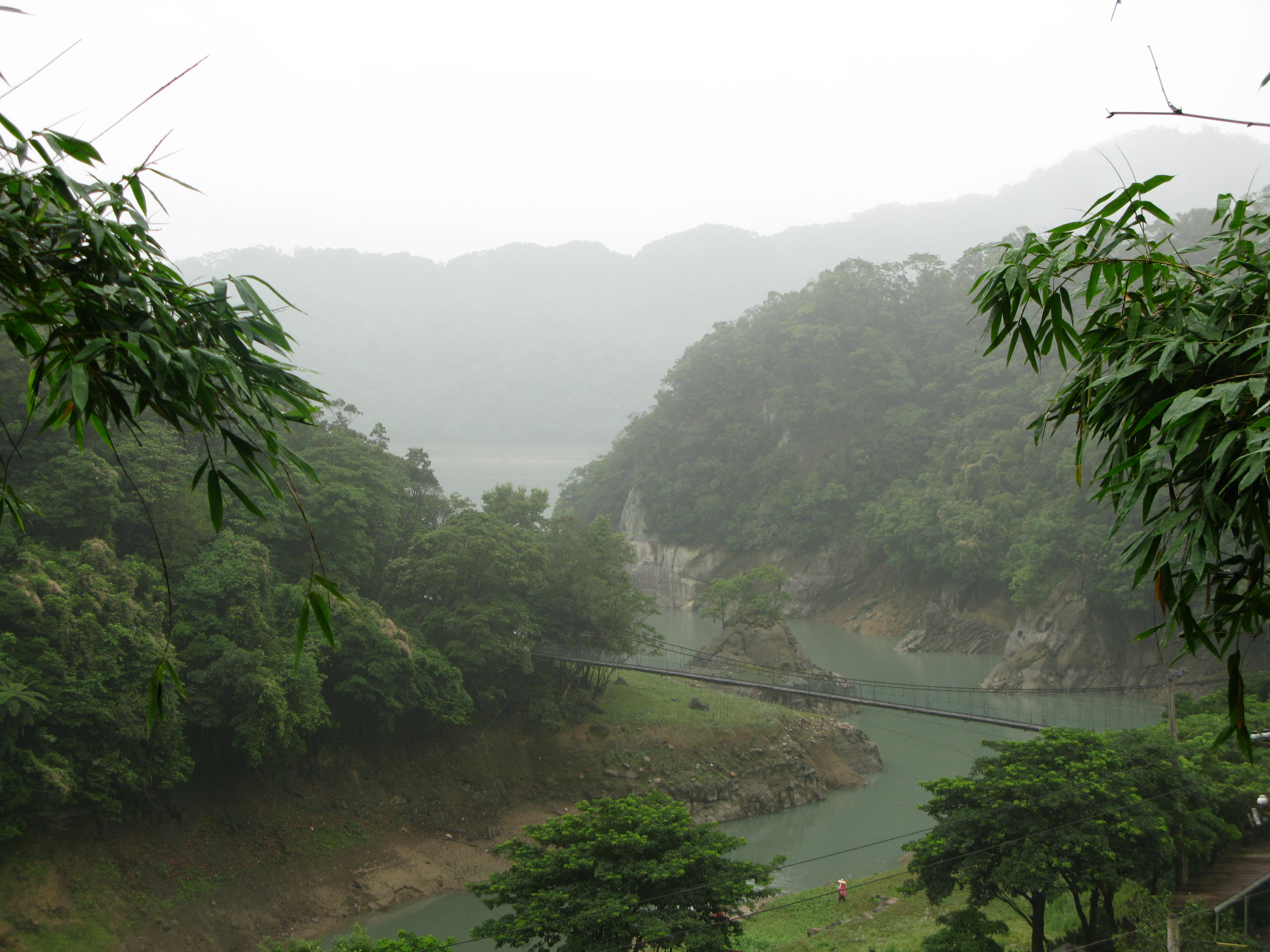
大漢溪石門水庫上游
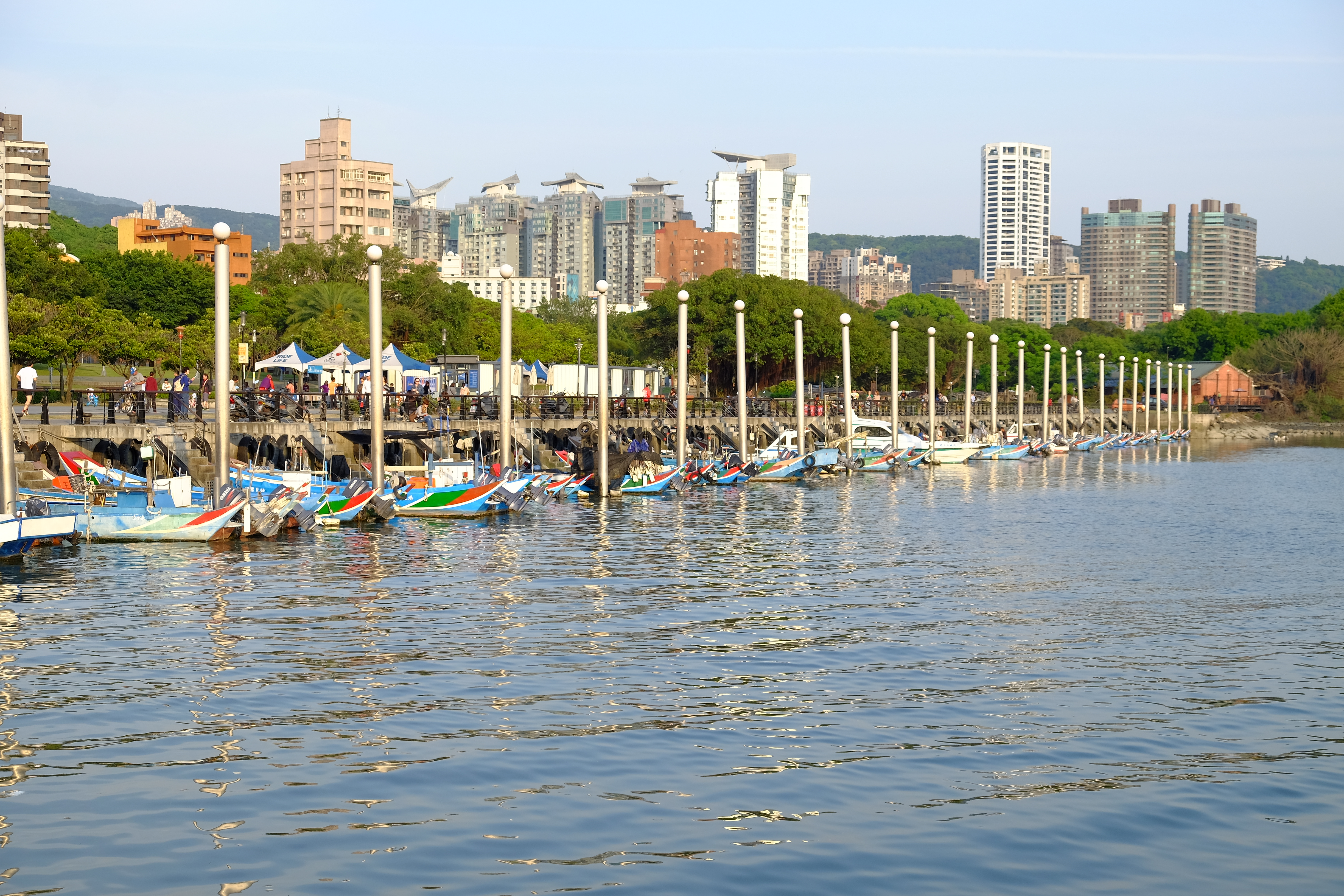
淡水河口漁船
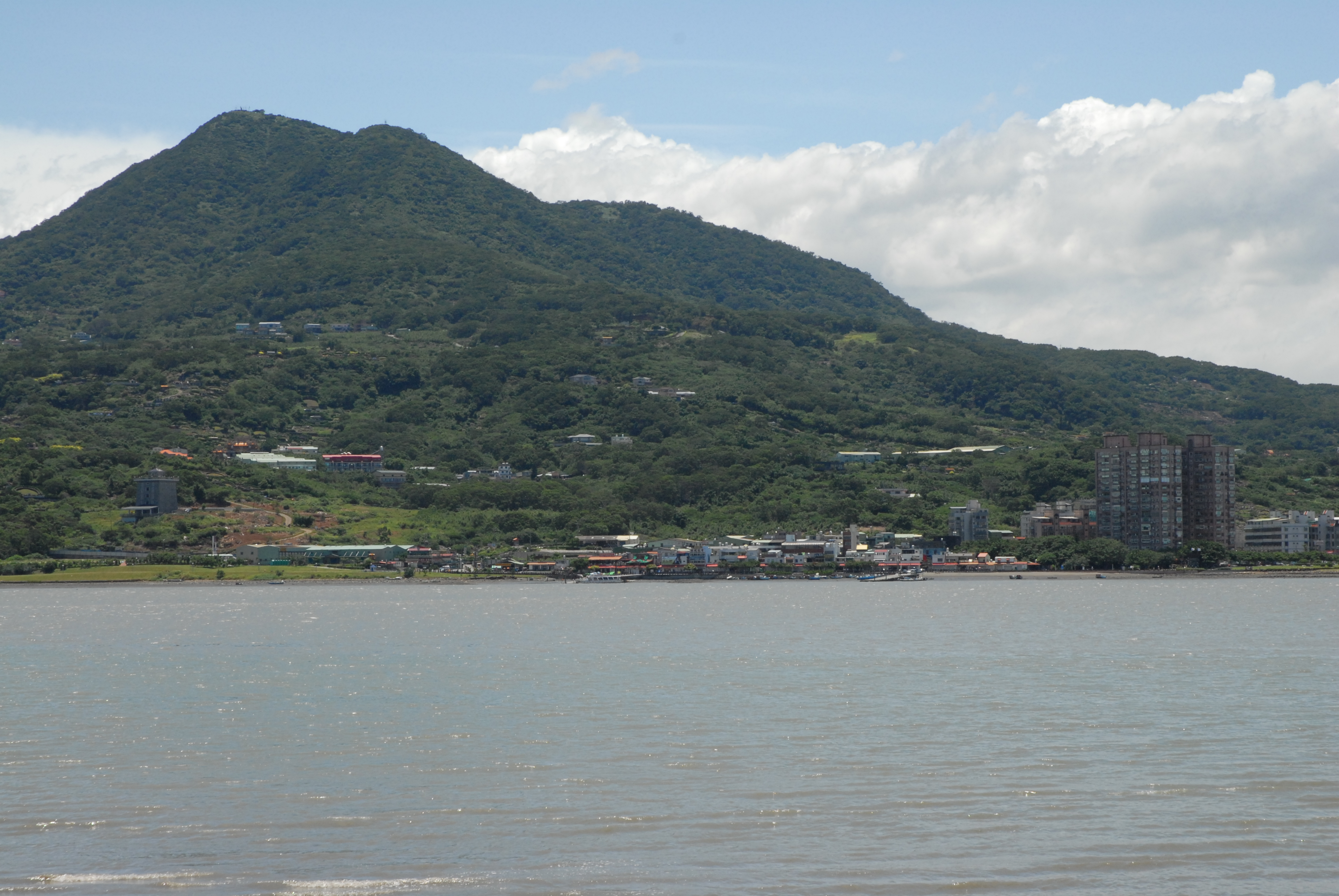
淡水河與觀音山
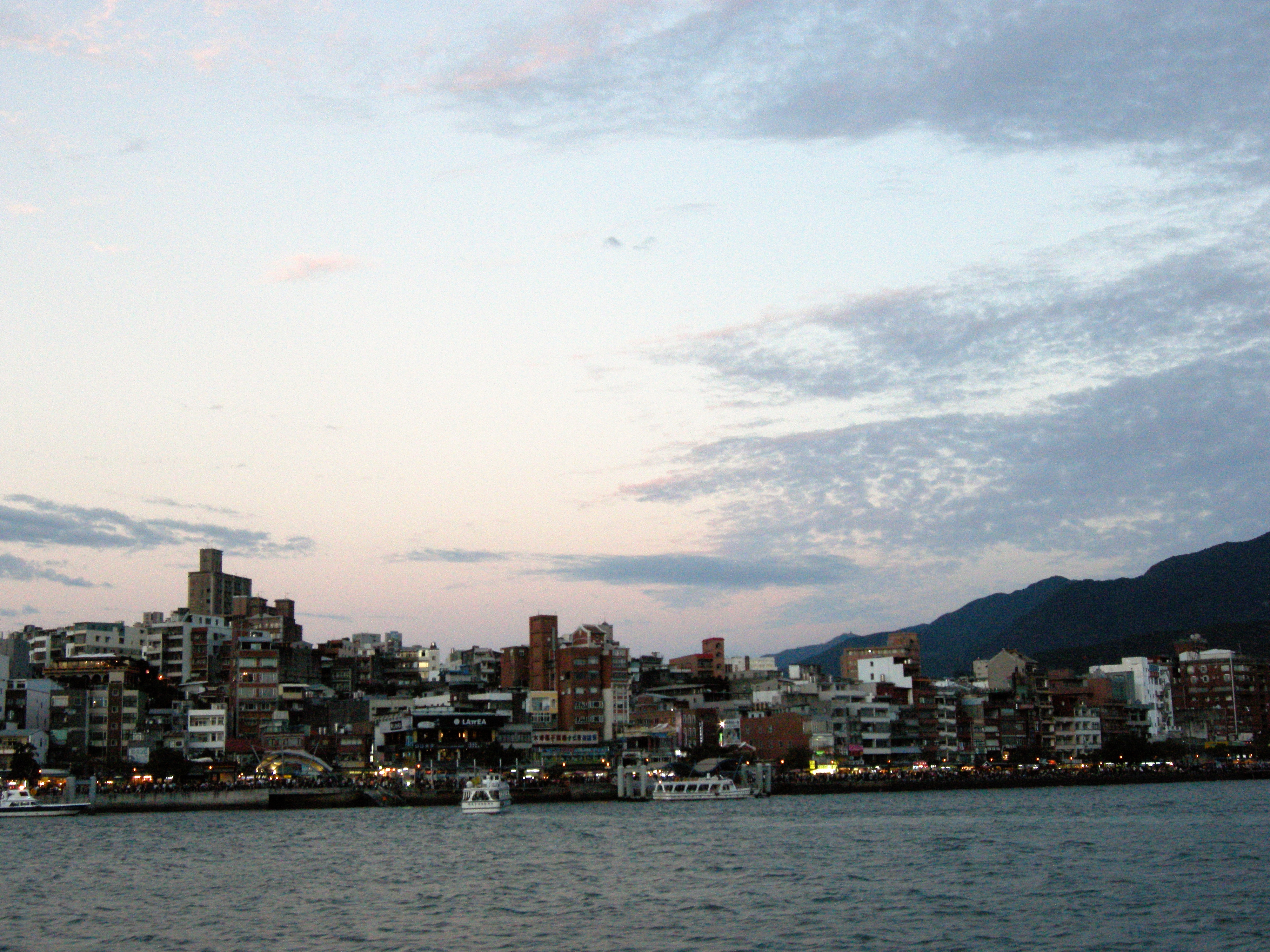
淡水河上看淡水老街
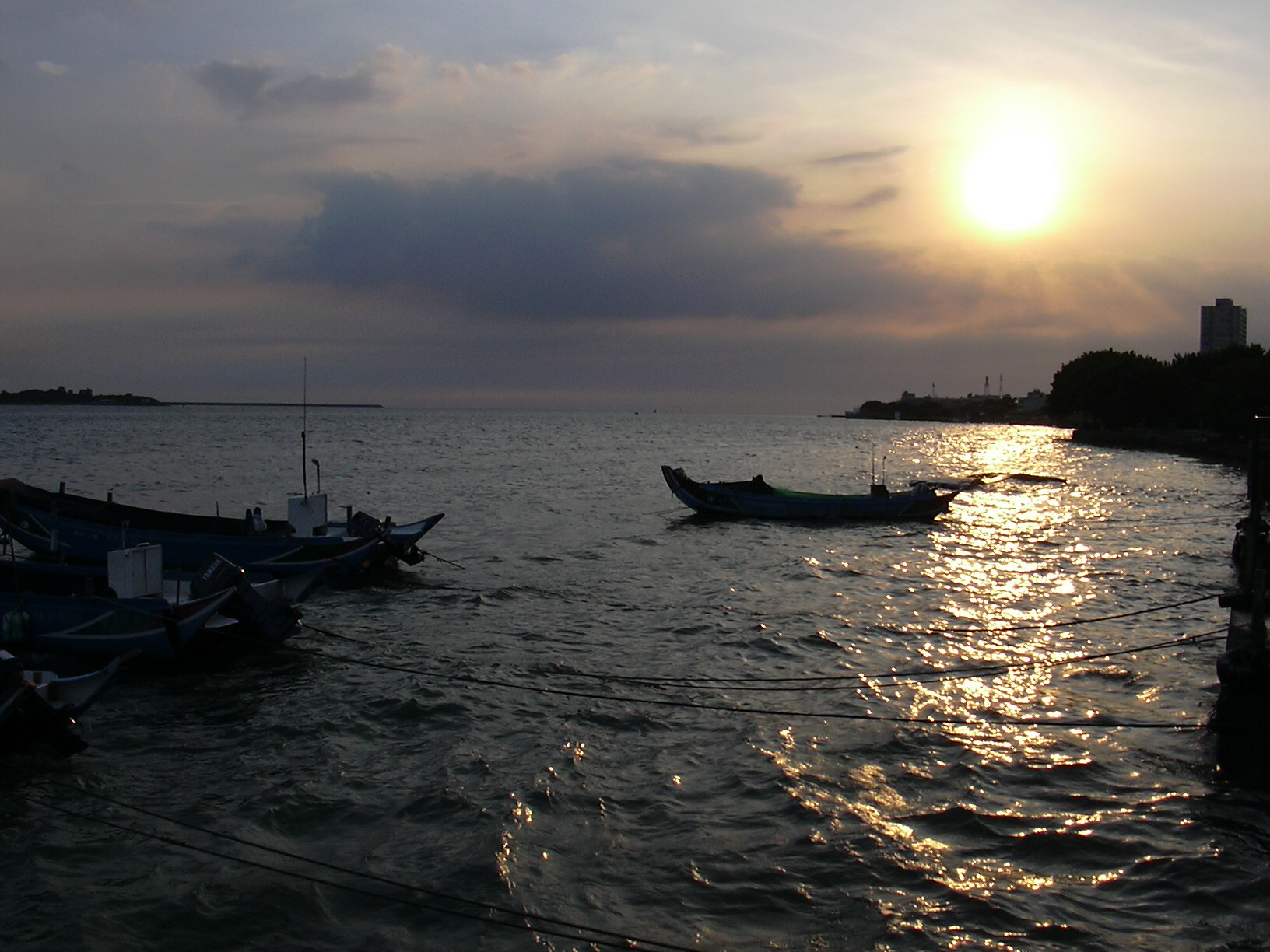
淡水河的夕陽
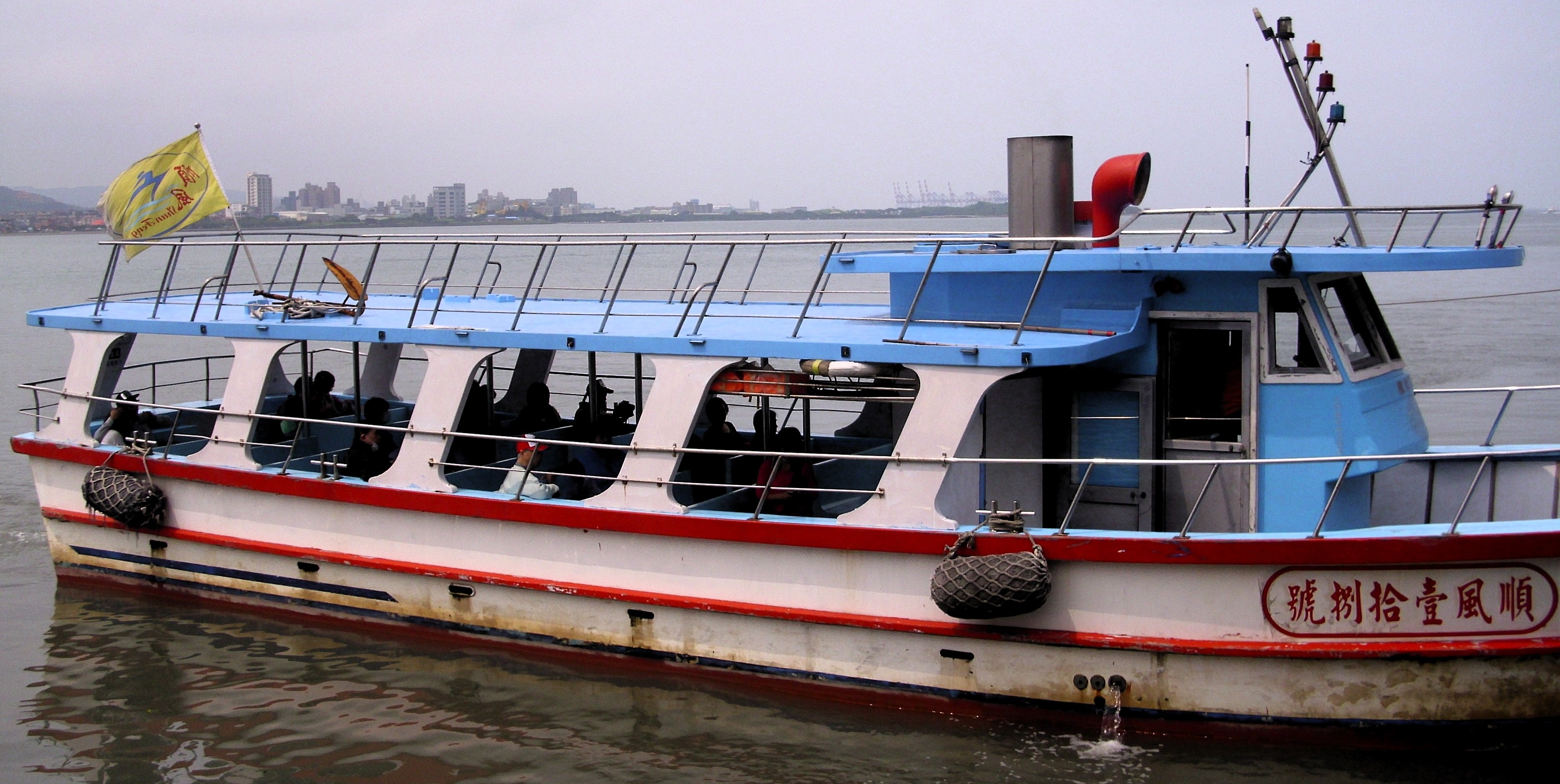
淡水渡船
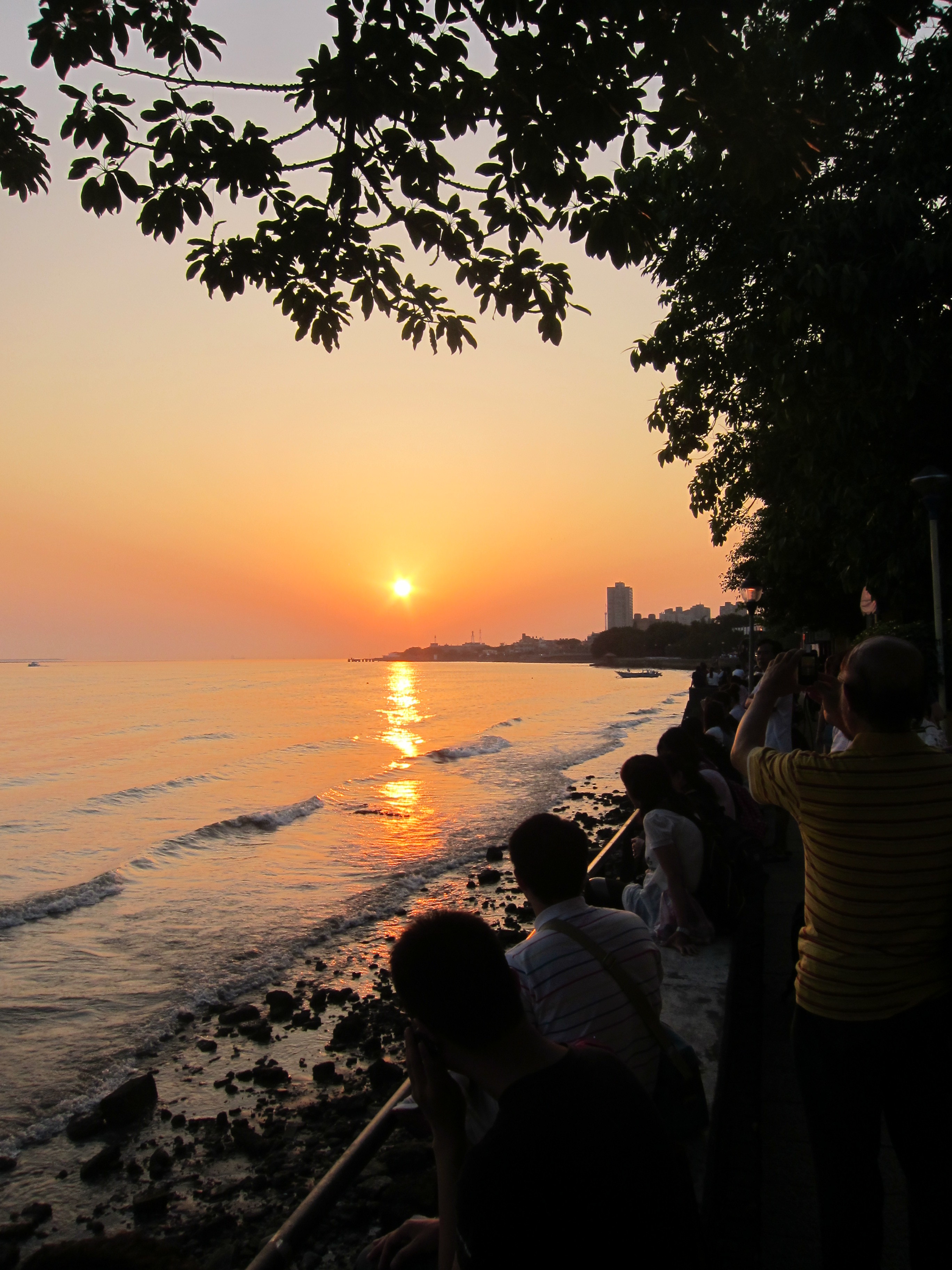
淡水長堤日落
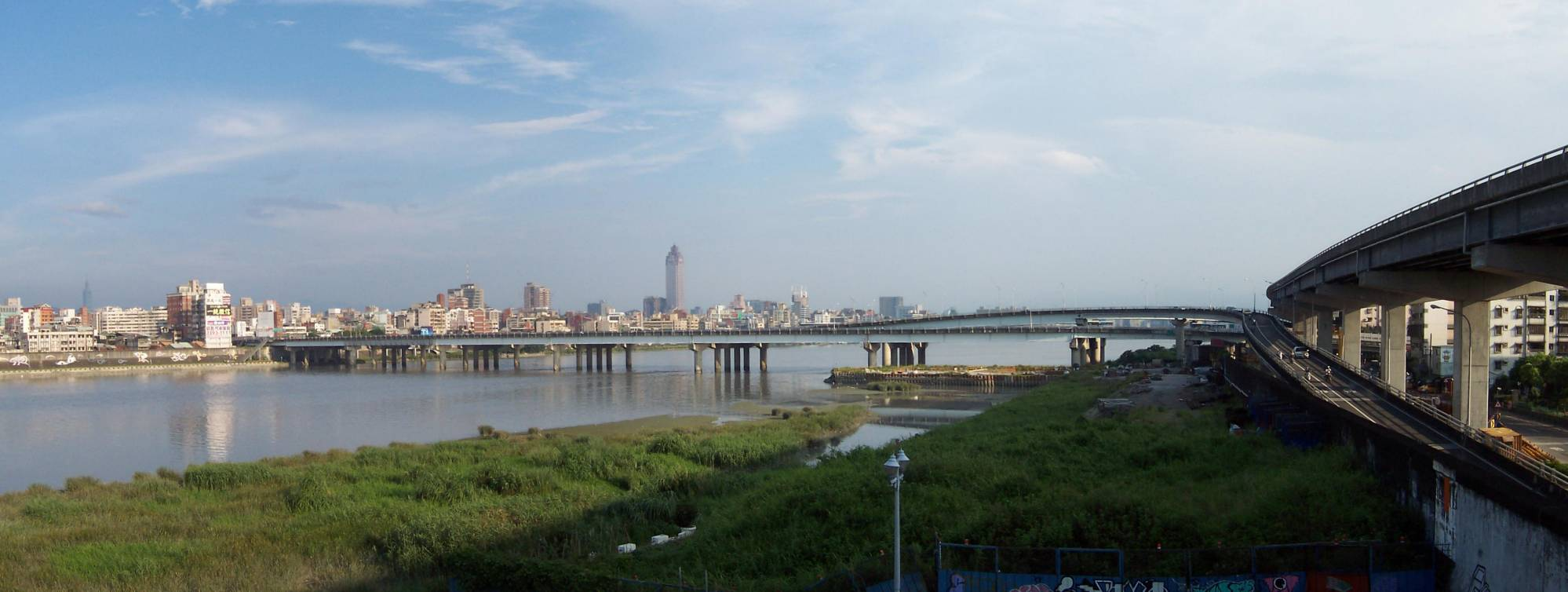
台北大橋
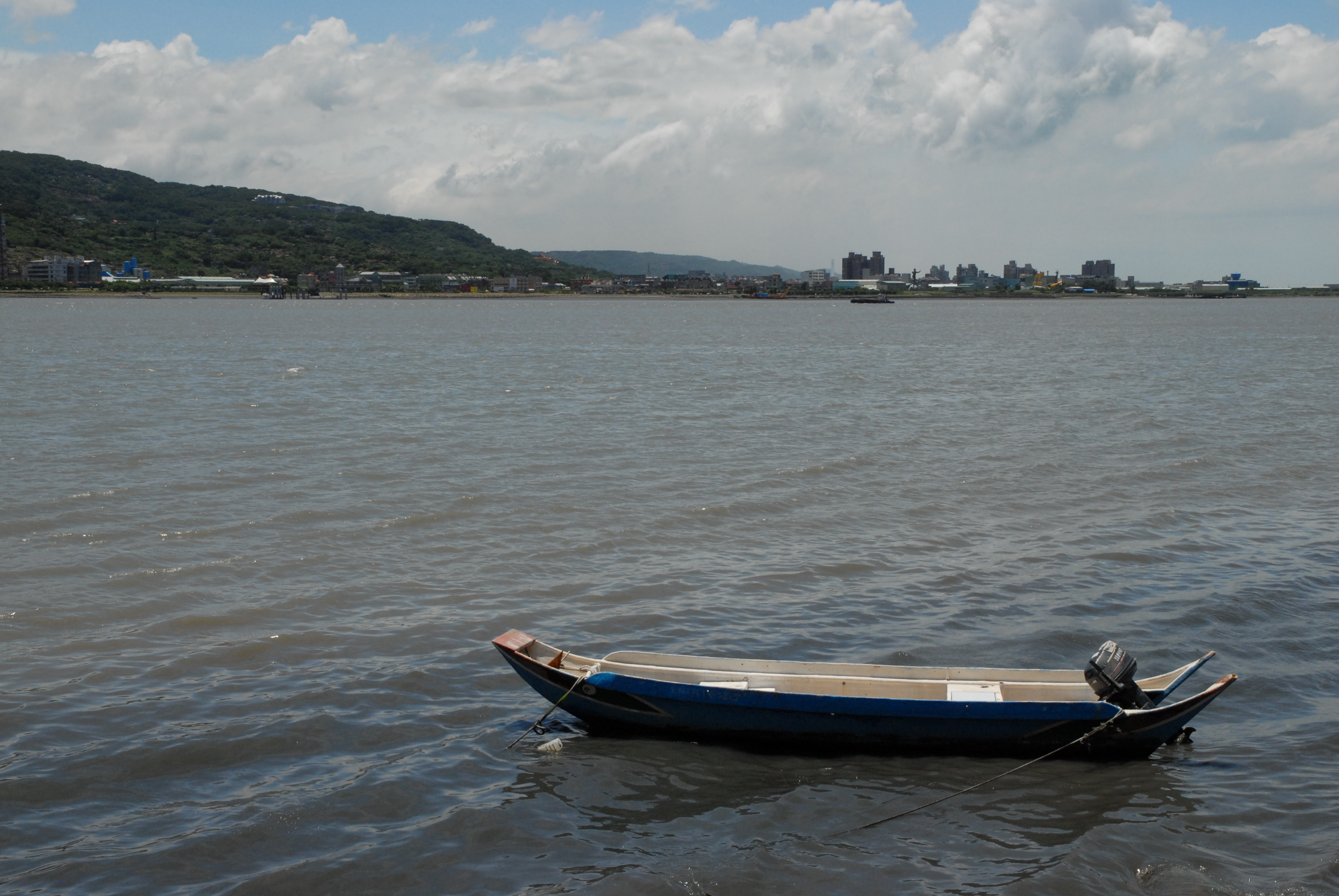
淡水河上的舢舨
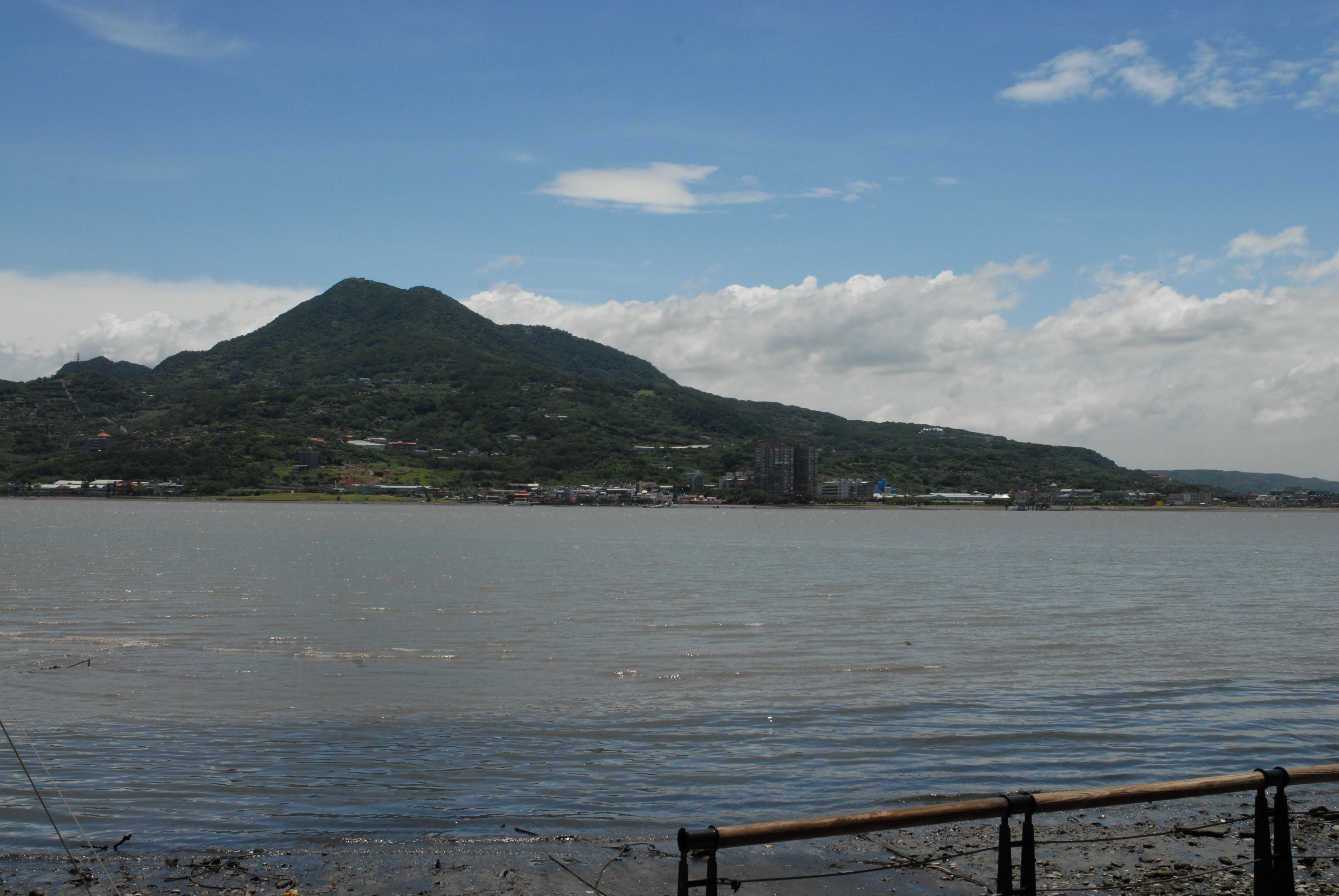
淡水河與觀音山
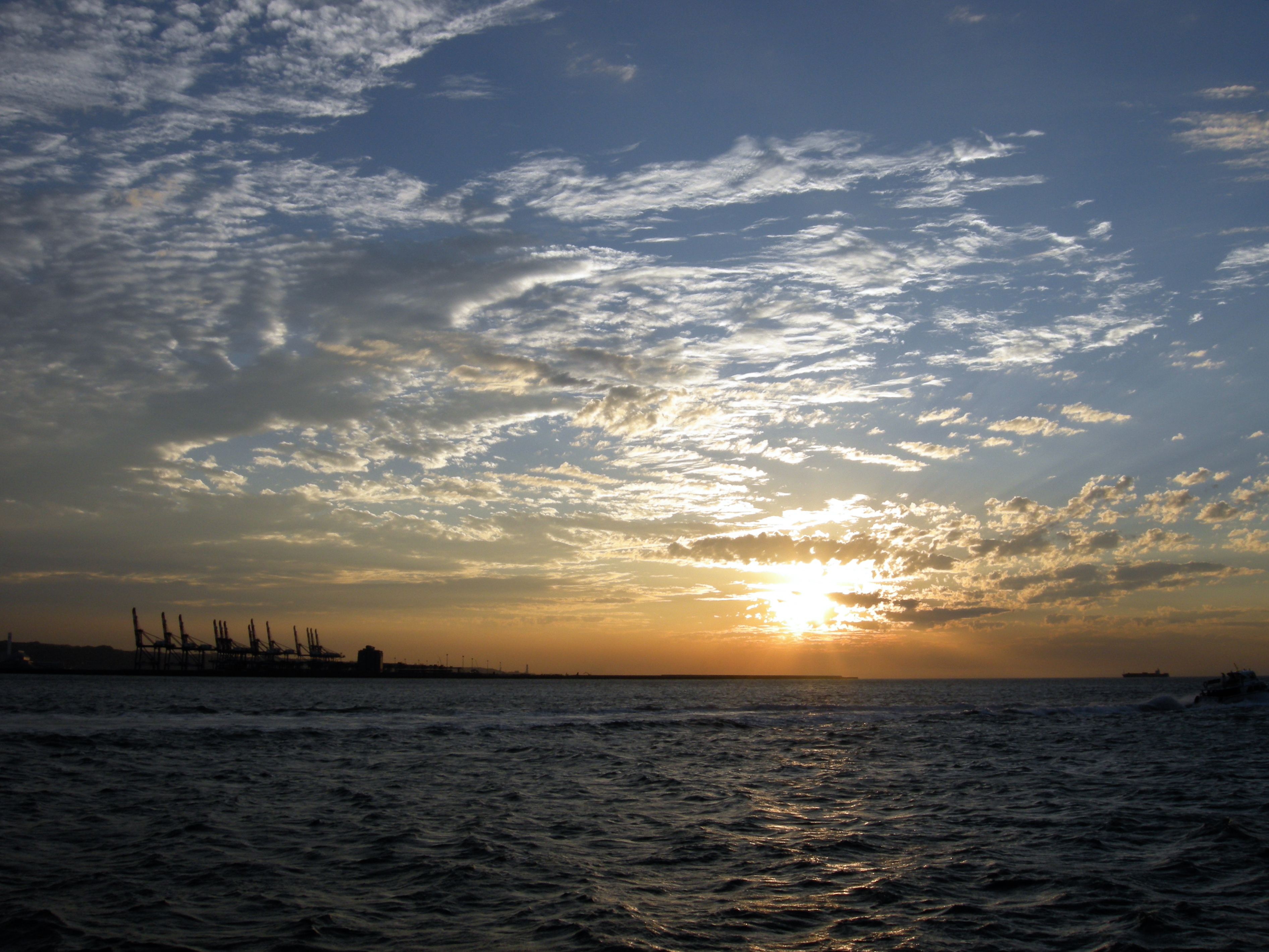
淡水河出海口
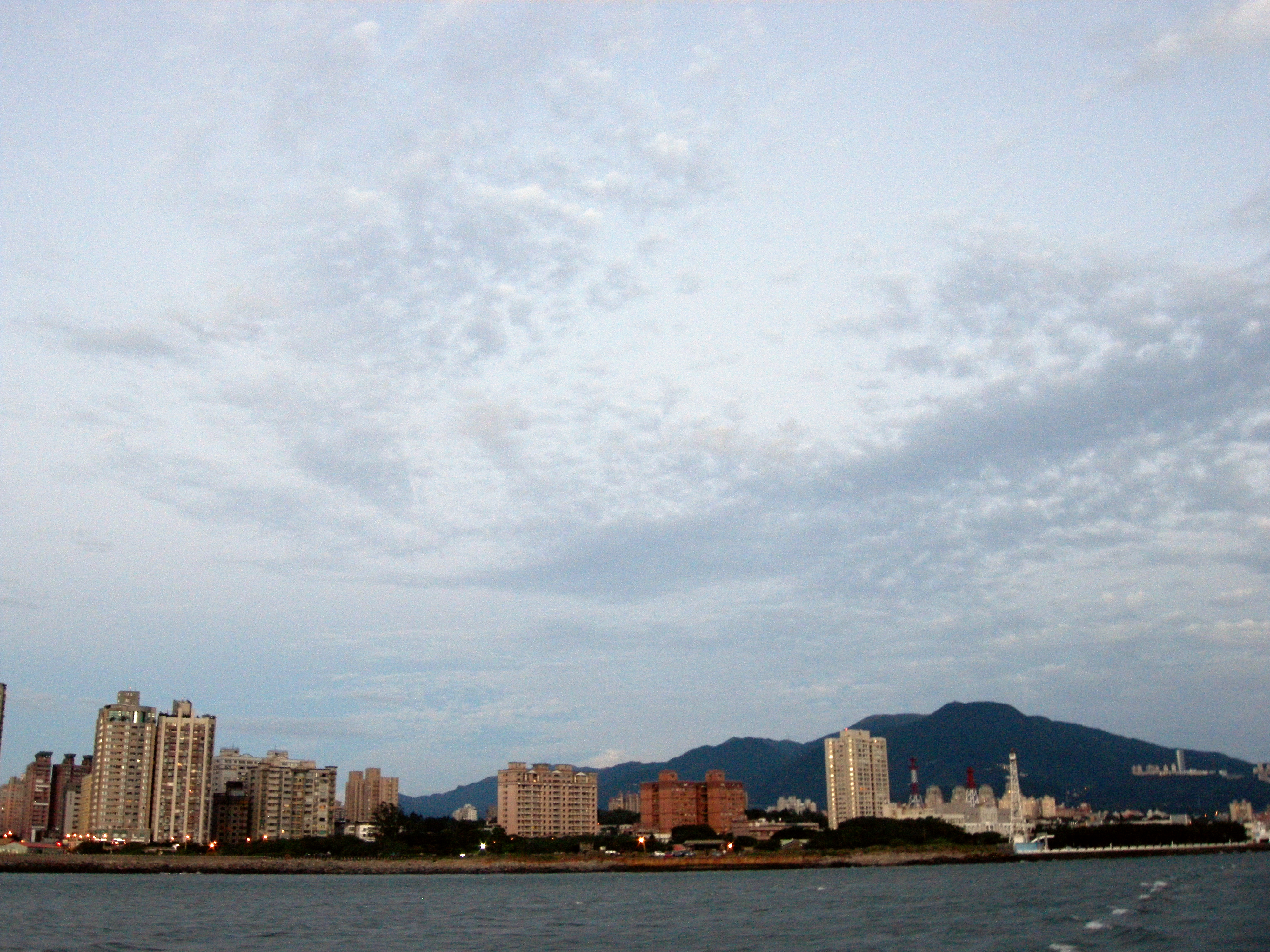
淡水河與大屯火山群
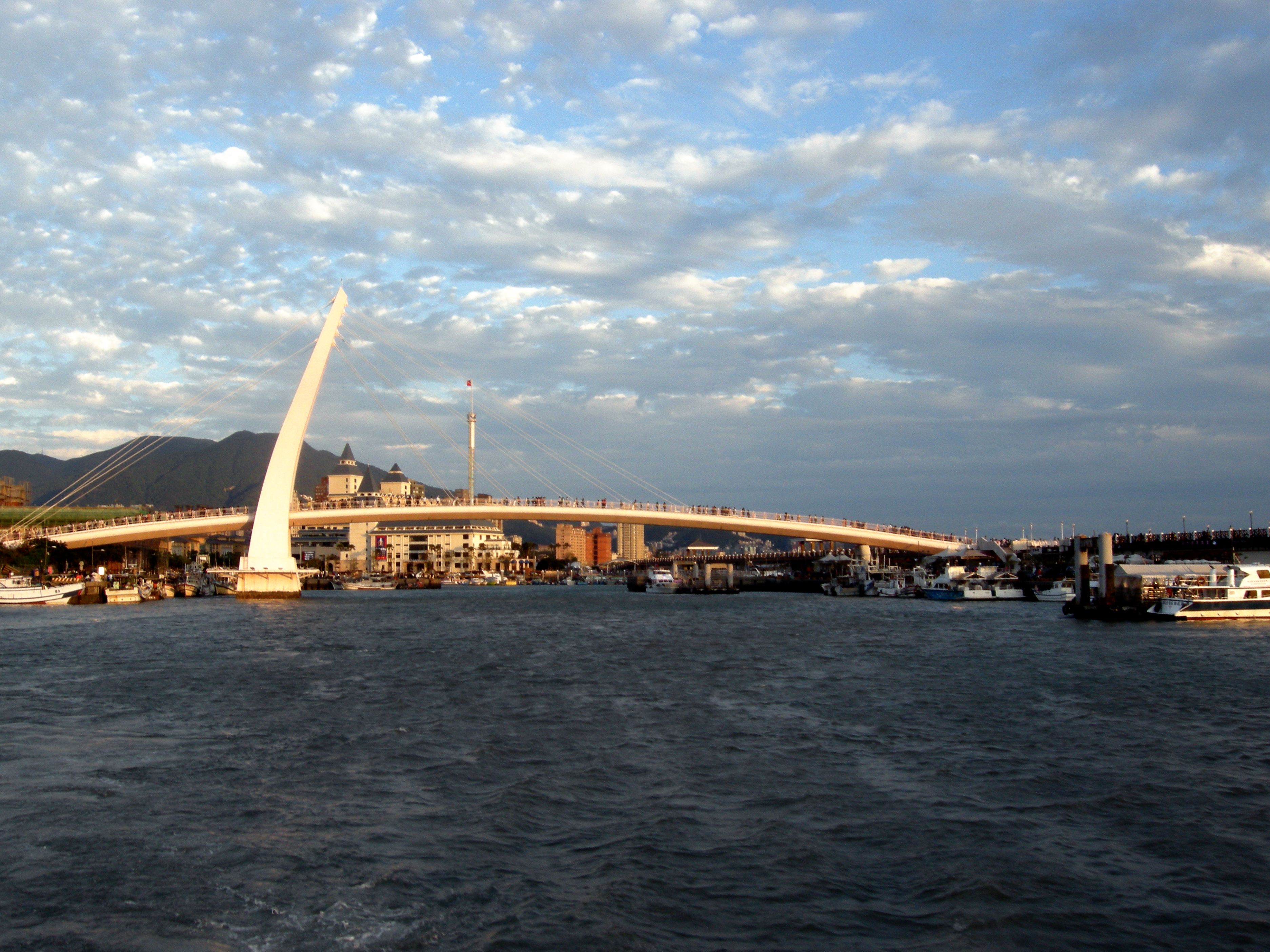
淡水漁人碼頭
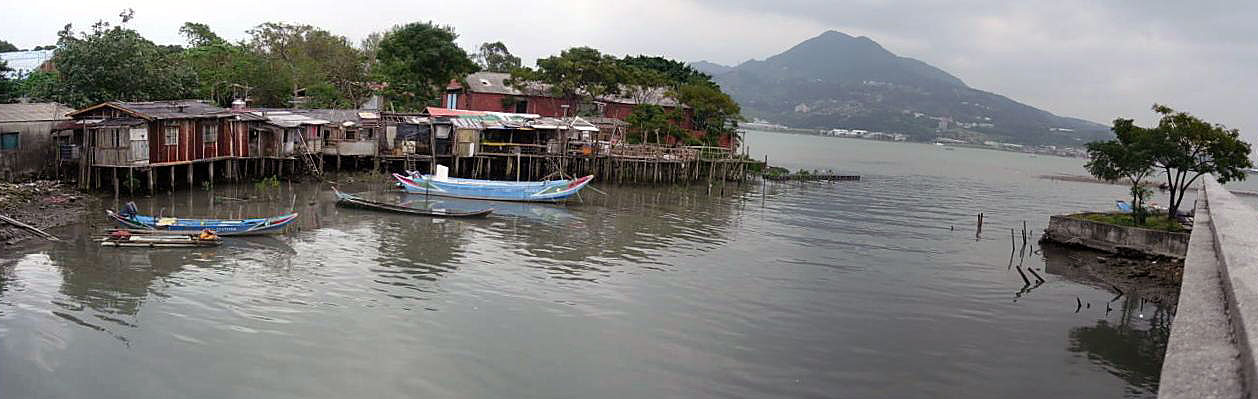
淡水英商嘉士洋行倉庫旁仍保留的一點港居人家景觀
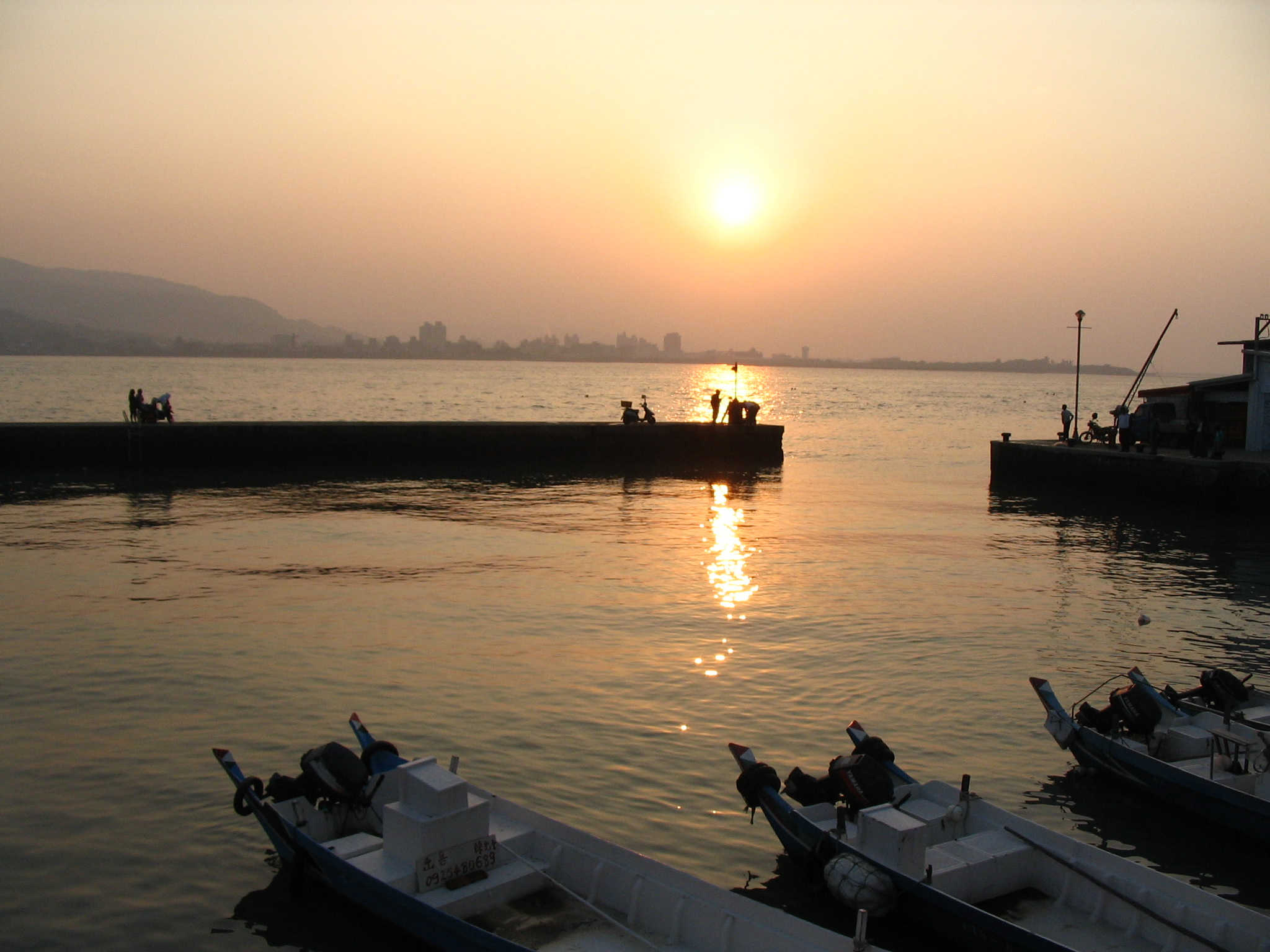
日落淡水河夕照

## 相關事件

### 2024年中國大陸快艇闖入淡水港事件
2024年6月9日，一艘中國大陸籍快艇直衝淡水河口進入淡水漁人碼頭，海巡署沙崙雷達站鎖定後，立即通報八里、漁人碼頭安檢所戒備，所屬人員一路跟隨監控，最終在淡水漁人碼頭逮捕該名男子並已送交檢方調查其動機。經調查後，該男子為前任中國大陸海軍艦長，聲稱遭到政治迫害，想要來台灣投奔自由。國安局長蔡明彥表示，綜整中國今年以來的無人機闖入、三無船等事件，不排除是中國對台灣的灰色地帶侵擾。
海委會主委管碧玲在列席備詢前受訪表示，整起事件系統沒有失靈，而是人出了問題，且屬於完全失守的案例，負責的幹部第一時間向她自請處分，她也下令要予以處分，必須有所警惕。
對此，國民黨表示，大陸快艇可以肆無忌憚地進入，未來敵軍如果化整為零，分頭迎擊，首都的安全，令人擔憂。新北市市長侯友宜則表示，國境安全不容許有任何疏漏，發生這種事情，看得出來海巡、國安第一線通報機制完全沒有掌握。海巡署將對北部分署長等10人懲處申誡至記過處分。

## 外部連結
- 我愛淡水河 （页面存档备份，存于） （繁體中文）（页面存档备份，存于）
- 淡水河溯源數位博物館 （繁體中文）（页面存档备份，存于）
- 時報文教基金會：淡水河之歌 （繁體中文）（页面存档备份，存于）
- 淡水河源頭布秀蘭山 （繁體中文）（页面存档备份，存于）